# Sof'ja L'vovna Perovskaja
Sof'ja L'vovna Perovskaja, in russo Софья Львовна Перовская? (San Pietroburgo, 13 settembre 1853 – San Pietroburgo, 15 aprile 1881), è stata una rivoluzionaria russa.
Percorse tutte le fasi del movimento rivoluzionario russo degli anni settanta del XIX secolo, dal circolo Čajkovskij a Zemlja i Volja fino al partito della Narodnaja volja, del quale fu uno dei dirigenti più attivi e influenti. Prese parte all'attentato che costò la vita, nel marzo del 1881, allo zar Alessandro II, e fu giustiziata il mese dopo con quattro suoi compagni.

## Biografia

### Origini familiari e infanzia

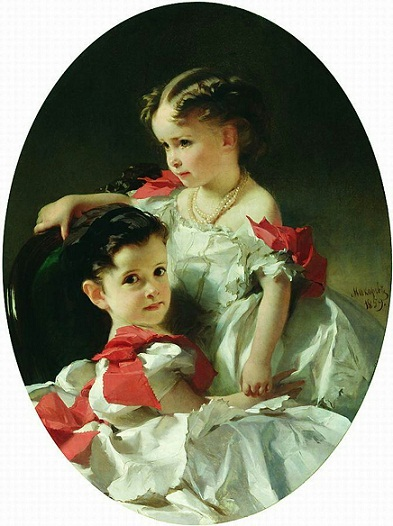
Ivan MakarovMar'ja e Sof'ja Perovskaja1859

Il trisnonno di Sof'ja Perovskaja fu Kirill Razumovskij (1728-1803), fondatore di una potente dinastia grazie al fratello Aleksej, amante della zarina Elizaveta. Il bisnonno fu Aleksej Razumovskij (1748-1822), senatore, consigliere segreto dello zar e ministro dell'Istruzione il quale, pur sposato con Varvara Žeremeteva, si era unito con Mar'ja Soboleva e ne ebbe quattro figli. Non potendo trasmettere il proprio cognome, li chiamò Perovskij, dal nome della sua proprietà agricola di Perovo, presso Mosca. Nel 1805 essi ricevettero il titolo nobiliare.
Il figlio maggiore Nikolaj Alekseeviĉ Perovskij (1785-1858) fu il nonno paterno di Sof'ja. Funzionario del Ministero degli esteri, fu sindaco di Kerč', vice-governatore e poi governatore della Tauride. Dopo la pensione, visse nella sua tenuta di Kil'burun, situata nei pressi di Simferopol'. Suo fratello Aleksej combatté nella guerra del 1812 e divenne un famoso scrittore, amico di Žukovskij e di Puškin.
Il padre di Sof'ja, Lev Nikolaevič Perovskij (1816-1890), laureato in ingegneria e già ufficiale nel Reggimento Granatieri della Guardia, nel 1846 entrò nell'amministrazione imperiale, divenendo nel 1857 vice-governatore di Pskov, poi vice-governatore della Tauride, e visse in Crimea, nella tenuta paterna di Simferopol'. Nel 1861 fu nominato vice-governatore e poi, nel 1865, governatore della provincia di San Pietroburgo. Fu costretto alla dimissioni nel 1866, a seguito del fallito attentato commesso da Karakozov ai danni di Alessandro II. Ebbe quattro figli: Nikolaj (1845-1915), Mar'ja (1847-?), Vasilij (1849-1941) e Sof'ja. Uomo di mondo, conversatore piacevole, in casa fu però un autentico tiranno.

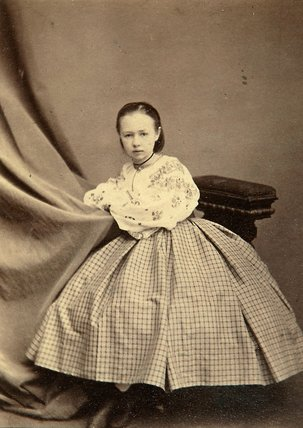
Sof'ja verso i dieci anni

Anche la madre di Sof'ja, Varvara Stepanovna Veselovskaja (1822-1904), era originaria di una famiglia aristocratica, ma impoverita. Suo padre, Stepan Semënovič Veselovskij, che conobbe Ivan Turgenev e nel 1852 fu eletto all'Accademia delle Scienze, aveva idee politiche liberali. Varvara Perovskaja, «donna intelligente, umana e giusta», fu interamente dedita all'educazione dei figli, dei quali non intese limitare la libertà.
Sof'ja, chiamata prevalentemente con il vezzeggiativo di Son'ja, nacque nel 1853 nella casa che i genitori possedevano in via Gorochovaja, a Pietroburgo, e nel 1857, con la nomina del padre a vice-governatore, si trasferì con la famiglia a Pskov. Loro vicini e amici d'infanzia furono i figli del governatore Murav'ëv. Uno di loro, Nikolaj, stava per annegare in uno stagno e fu salvato dall'intervento di Mar'ja, Vasilij e Sof'ja. Nikolaj Murav'ëv diventerà procuratore e nel 1881 sarà proprio lui a chiedere e ottenere la condanna a morte di Sof'ja.
Alla morte del nonno Nikolaj, la famiglia Perovskij si trasferì in Crimea, nella proprietà di Kil'burun. Mentre i fratelli e la sorella Mar'ja andarono a studiare a Kerč', Sof'ja ebbe un'istruzione privata in casa. Imparò a leggere sui romanzi di Turgenev e Dostoevskij, e non ebbe un'educazione religiosa. Giocava soprattutto con i fratelli e manifestò presto un carattere forte: «Non ricordo un solo caso in cui Son'ja abbia manifestato paura», scrisse il fratello Vasilij.
Nel 1861 i Perovskij tornarono a Pietroburgo a seguito della nomina di Lev Perovskij a vice-governatore della città e si stabilirono nel palazzo del governatore Bobrinskij, nell'Ekateringofskij Prospekt. Fu in questo periodo che si manifestò spiacevolmente l'indole autoritaria e intollerante del padre, che arrivava a insultare sua moglie anche in presenza dei figli. Scrisse Vera Figner che Sof'ja «imparò dall'atmosfera pesante respirata in famiglia ad amare le persone e le loro sofferenze, come amò la sofferenza della madre, con la quale non interruppe le relazioni fino agli ultimi, tragici giorni della sua vita».

### La formazione

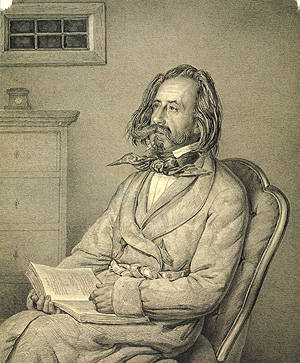
Carl Peter Mazer, Aleksandr Poggio

Nel 1865 Sof'ja fece un breve viaggio a Ginevra con la madre per visitare lo zio Pëtr Perovskij, gravemente malato. In questa occasione conobbero il decabrista Aleksandr Poggio e Sof'ja, che per la prima volta prese coscienza dell'esistenza di un'opposizione politica in Russia, fece amicizia con sua figlia Varvara. Furono poi raggiunte da Lev Perovskij che non fece però a tempo a vedere il fratello ancora in vita e, tornati Pietroburgo, il padre ricevette la nomina a governatore della capitale. Alla vita mondana e agli inviti a corte che l'incarico comportava, Sof'ja non s'interessava. Al più, con il fratello Vasilij, si divertiva a criticare tutti quei signori del gran mondo e quelle signore ben vestite.
Nell'aprile del 1866 ci fu a Pietroburgo l'attentato di Karakozov. L'imperatore rimase illeso, ma Lev Perovskij ci rimise il posto di governatore. Così il movimento rivoluzionario, la questione sociale, non risolta dalla liberazione dei servi, e i temi della libertà civile e politica, toccavano direttamente la famiglia Perovskij. Varvara Stepanovna preferì tornare con le due figlie in Crimea, mentre Vasilij e Nikolaj rimasero col padre a continuare gli studi a Pietroburgo. Le cavalcate nella vasta proprietà di Kil'burun e i libri furono le grandi passioni di Son'ja. Černyševskij, Dobroljubov, Pisarev, Nekrasov, Turgenev, i liberali inglesi Stuart Mill e Buckle, così sensibili al problema dell'emancipazione femminile, furono le sue letture preferite.
Nell'estate del 1869 Lev Perovskij vendette le proprietà di Kil'burun e Nikolskij, mantenendo solo il fondo agricolo Primorskij e Varvara riportò le due figlie a Pietroburgo dove, nello scorso aprile, era stata aperta una scuola femminile. In questa scuola privata, ospitata nel V Ginnasio statale della capitale e chiamata Alarčin per la sua vicinanza all'omonimo ponte sul canale Caterina, si tenevano corsi di matematica, fisica, chimica, biologia, geografia, pedagogia, allo scopo d'integrare l'istruzione delle ragazze e prepararle all'esame di abilitazione all'insegnamento nelle scuole secondarie.

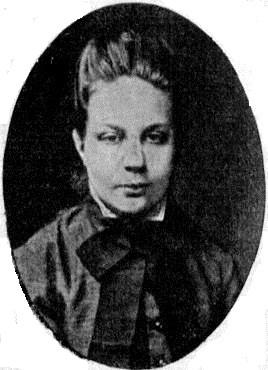
Aleksandra Kornilova

Le lezioni, tenute da valenti insegnanti, si svolgevano dal tardo pomeriggio alle prime ore della sera. Son'ja si dimostrò sempre molto interessata, dimostrando di essere particolarmente versata in matematica. Piuttosto riservata, inizialmente entrò in confidenza soltanto con Anna Vil'berg, una giovane di 24 anni proveniente anch'essa dalla Crimea, poi fece amicizia con altre compagne di corso: Aleksandra Kornilova (1853-1938), Anna Korba, Sof'ja Lešern. Con loro e altre due ragazze, le sorelle Peretc, Son'ja, approfittando dell'assenza dei genitori, in vacanza all'estero con la figlia Mar'ja, nell'estate del 1870 lasciò la sua casa per trasferirsi in un appartamento di via Murinskij, vicino all'Istituto Forestale, per seguire le lezioni di analisi chimica tenute dal professor Engel'gardt, che aveva offerto la propria disponibilità per un corso supplementare di formazione.
La Kornilova racconta del consolidarsi della loro amicizia, delle conversazioni durante le passeggiate nel parco dell'Istituto, di come si vestissero con abiti maschili per sfuggire le attenzioni inopportune dei soldati della caserma vicina, delle corse sui cavalli noleggiati dai contadini del villaggio di Pargolovo, delle visite dei fratelli Nikolaj e Vasilij, ma anche delle comuni letture degli scritti di Šeller-Michajlov e di Bervi-Flerovskij sulla condizione della classe operaia.
Alla fine dell'estate, terminati i corsi nell'Istituto Forestale, le ragazze tornarono nelle proprie case ma continuarono a frequentarsi e a studiare insieme. In un primo tempo Son'ja visse con la madre in un piccolo appartamento di via Torgovoj, mentre il padre preferiva stare in una casa più grande della Malaja Меščanskaja: ammalatosi seriamente, la famiglia si riunì con lui. Nella sua stanza riceveva le sue amiche ed entrò in conflitto con il padre, che non sopportava che Son'ja frequentasse giovani anticonformiste, con i capelli corti e trasandate, come la Vil'berg. Son'ja, non sopportando l'autoritarismo del padre, gli chiese il passaporto, ma ottenne un rifiuto e la minaccia di non farla più uscire di casa.
Son'ja decise allora di lasciare la casa dei suoi genitori. A novembre Aleksandra Kornilova la fece ospitare dalla sorella Vera (1848-1873), che si era resa indipendente attraverso un matrimonio fittizio e viveva con altre due sorelle. Lev Perovskij denunciò la scomparsa della figlia alla polizia, che fermò anche il figlio Vasilij, sospettato dal padre di essere informato sui movimenti di Son'ja. Alla fine, le pressioni della moglie e il timore di uno scandalo che poteva comprometterlo presso «le alte sfere», consigliò a Lev Perovskij di ritirare la denuncia e di concedere il passaporto. Son'ja, che nel frattempo si era trasferita a Kiev, tornò a Pietroburgo nella primavera del 1871.

### Nel circolo Čajkovskij

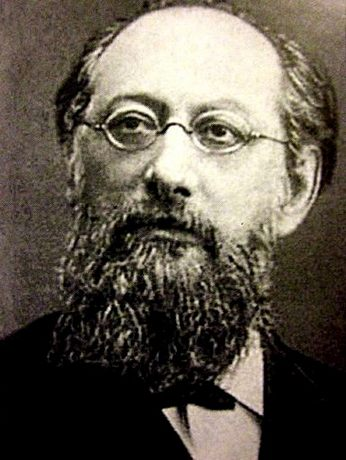
Mark Natanson

Quello del gruppo di ragazze riunito intorno a Son'ja Perovskaja e ad Aleksandra Kornilova - che arriverà a essere composto da alcune decine di persone - era solo la piccola parte di un nuovo fenomeno verificatosi da qualche anno a Pietroburgo: la creazione spontanea di piccoli gruppi di studenti e intellettuali che s'incontravano, vivevano spesso insieme, studiavano i problemi sociali ed economici, comprendevano le condizioni di grande miseria e ignoranza in cui viveva gran parte del popolo russo e sentivano dapprima il bisogno di un'auto-formazione e poi di portare tra il popolo la loro conoscenza unita alla propaganda delle idee socialiste.
Il primo di questi gruppi ad avere rilevanza storica era stato fondato nel 1869 da Mark Natanson nell'Accademia medico-chirurgica di Pietroburgo che poi costituì una comune di studenti in via Bol'šaja Vul'fova. Poco dopo fu formato quello di Nikolaj Čajkovskij, che fuse i due gruppi dopo l'arresto di Natanson, avvenuto nel novembre del 1871. Da lui, tutti questi autonomi circoli studenteschi assumeranno il nome e čajkovcy saranno chiamati i loro aderenti.
Del primo circolo di Natanson facevano parte gli studenti di medicina Serdjukov, Ivanovskij, Roždestvenskij, Aleksandrov e altri. Verranno poi elementi quali Kravčinskij, Klemenc, Kropotkin, Šiško, Čarušin, Frolenko e altri ancora, tutti destinati ad assumere un ruolo importante nella storia del movimento rivoluzionario russo. Fu Aleksandrov ad avvicinare nell'autunno del 1870 Son'ja, Kornilova, Vil'berg e Ol'ga Šlejsner, futura moglie di Natanson, che avevano intrapreso lo studio dell'economia politica, proponendo loro la lettura del primo libro del Capitale di Marx.

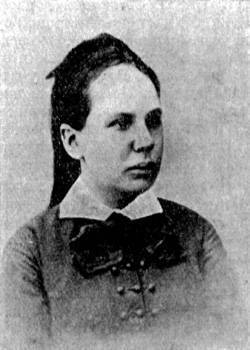
Ljubov' Kornilova

Poco tempo dopo Son'ja Perovskaja e Aleksandra Kornilova presero un primo contatto con il circolo di Natanson. Inaspettatamente furono accolte dai gendarmi, che proprio in quel giorno si erano installati nella casa aspettando che vi arrivasse Aleksandrov per arrestarlo. Questi era stato però avvertito in tempo da Serdjukov e non si fece vivo. I gendarmi non disturbarono gli altri membri del circolo e così la prima diretta esperienza di Son'ja con la polizia si risolse felicemente.
Al suo ritorno da Kiev a Pietroburgo, nella primavera del 1871, Son'ja decise di entrare a far parte del circolo di Natanson. Fu una decisione presa dopo molte esitazioni e quando fu annunciata alla riunione del circolo delle donne al quale apparteneva, suscitò nella maggioranza di esse una violenta opposizione: entrare in quel circolo composto da uomini avrebbe infatti comportato la messa in mora del tema dell'emancipazione femminile. Una di loro l'accusò apertamente di tradimento, al che Son'ja Perovskaja e Aleksandra Kornilova abbandonarono la riunione. Con la Perovskaja entrarono nel circolo Natanson le sorelle Kornilov, Ol'ga Šlejsner, Nadežda Skvorcova e Aleksandra Obodovskaja.
Altre donne, come Anna Kuvšinskaja e Larisa Čеmodanova, poi moglie di Sinegub, erano membri del circolo. Kropotkin le ricorderà nelle sue memorie: «Eravamo ottimi compagni di tutti gli elementi femminili del nostro gruppo. Ma Sof'ja Perovskaja l'amavamo tutti. Stringevamo con amicizia la mano della Kuvšinskaja e della moglie di Sinegub, ma quando vedevamo la Perovskaja il nostro viso s'illuminava sempre d'un largo sorriso, benché lei ci facesse poca attenzione». Elizaveta Koval'skaja ricorda Son'ja quale «giovane ragazza, vestita semplicemente con il grembiule nero delle studentesse, gli occhi grigi-azzurri dallo sguardo un po' diffidente e a volte esitante, ma poi subito pronta all'azione».

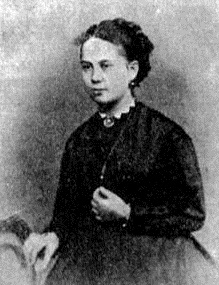
Vera Kornilova

Anche Čarušin ricorda la semplicità del vestire di Sof'ja Perovskaja, la più giovane di tutti i čajkovcy e, soprattutto, come la lotta per rendersi indipendente dalla sua famiglia aristocratica l'avesse resa adulta e ne avesse fortificato il carattere. Consapevole delle insufficienze della sua istruzione, lavorò molto per migliorarla. Esigente con sé stessa, era altrettanto esigente con gli altri, non ammettendo falsità e ipocrisia, contraddizioni tra parole e azioni. Era generalmente riservata e seria ma, quand'era il caso, «in compagnia degli amici sapeva ridere forte e di cuore».
Nell'estate del 1871 il circolo si stabilì in una dacia del sobborgo pietroburghese di Kušelëvka. Qui i čajkovcy vissero in comune, proseguendo la lettura collettiva, l'approfondimento e il commento dei libri che erano alla base della loro formazione politica. A luglio vi fu un'irruzione della polizia, che perquisì la casa e trasse in arresto Čajkovskij, con l'accusa di complicità con Nikolaj Gončarov, autore di quattro manifesti che incitavano alla rivoluzione sull'esempio della Comune di Parigi. Son'ja e gli altri, portati alla Terza Sezione, furono interrogati e subito rilasciati. Čajkovskij verrà liberato tre mesi dopo.
In autunno il gruppo si trasferì in un appartamento di Pietroburgo di proprietà di Vera Kornilova, in via Kabinetskaja. Fu deciso di passare alla propaganda, distribuendo libri legali attraverso accordi con alcuni editori, e anche pubblicazioni illegali, stampate in Svizzera e introdotte clandestinamente in Russia. Fu questa la fase della knižnoe delo, «la causa del libro». Contemporaneamente, il gruppo dei čajkovcy s'interrogava sugli obiettivi politici più generali. Alla fine dell'anno Sof'ja Perovskaja prese parte a una riunione in casa del professor Tagancev, nella quale fu discussa la tesi Sull'essenza della Costituzione, tratta da Lassalle.
Fu concluso che, seppure la Costituzione rappresentava un progresso, nella Russia autocratica essa poteva essere introdotta soltanto da una rivoluzione popolare, non essendo l'intelligencija in grado, per mancanza di forze, a lottare per la Costituzione, e non volendo farlo la nobiltà e la borghesia. Inoltre, la Costituzione sarebbe stata vantaggiosa soltanto per quelle due classi. Pertanto, era necessario preparare gli operai e i contadini alla rivoluzione.

### Nei villaggi contadini

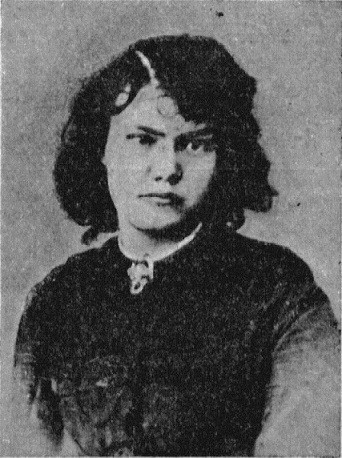
Aleksandra Obodovskaja

Nei primi mesi del 1872 Son'ja diede l'esame per ottenere il diploma di maestra. Malgrado avesse superato l'esame, il diploma non le fu concesso perché giudicata «politicamente inaffidabile». Evidentemente, come tutti i čajkovcy, era schedata dalla Terza Sezione. Fece allora, ma prima di tanti altri giovani, l'esperienza dell'andata nel popolo: andare in provincia per conoscere direttamente nei villaggi la vita reale dei contadini più miseri, rendersi utile e insegnare le idee socialiste.
In aprile era a Samara, e collaborò come infermiera con un medico molto attivo nella zona, Evgraf Osipov, girando i villaggi della provincia di Stavropol' a vaccinarvi i bambini contro il vaiolo. Spesso si sentiva sconfortata dalla miseria, dall'apatia e dalla rassegnazione che vedeva intorno a sé, e si sentiva impotente: «Quando ti guardi intorno, vedi solo morti, un sonno profondo - scriveva il 18 maggio all'amica Obodovskaja - [...] vorresti resuscitare questi cadaveri, ma puoi solo guardarli».
Finita la campagna di vaccinazione, in giugno Son'ja si stabilì a Stavropol' e insegnò lingua e letteratura russa nella scuola popolare diretta dall'anno prima da Marija Turgeneva, una populista che invitò a insegnarvi anche Ivan Krasnoperov e Sergej Čubarov, suo futuro marito. Quel lavoro le piaceva e se ne sentiva confortata, come scrisse il 25 giugno all'Obodovskaja: «Leggo più che mai e sento il bisogno di conoscere [...] mi auguro che la condizione di tristezza e di disperata apatia di cui vi parlavo nella lettera precedente non torni mai più».
La sua allieva Marija Ivanova racconterà delle scampagnate e delle gite in barca sul Volga nel doposcuola, e di come, in agosto, finita la scuola, Son'ja riprendesse la sua attività d'infermiera e insieme andassero nei villaggi, avvicinando i contadini e distribuendo opuscoli di propaganda. Quest'attività non passò inosservata alle autorità, che chiusero la scuola rurale.
Son'ja si trasferì allora a Edimnovo, piccolo paese della provincia di Tver', dove insegnò insieme con Aleksandra Obodovskaja nella locale scuola privata fondata da Nikolaj Vereščagin, proprietario di una importante industria casearia. Intanto si preparava a sostenere nuovamente l'esame di Stato: a Tver' la Perovskaja non era conosciuta come nella capitale e questa volta, superato l'esame, ottenne il diploma di maestra. Nell'estate del 1873 era nuovamente a Pietroburgo.

### Tra gli operai di Pietroburgo

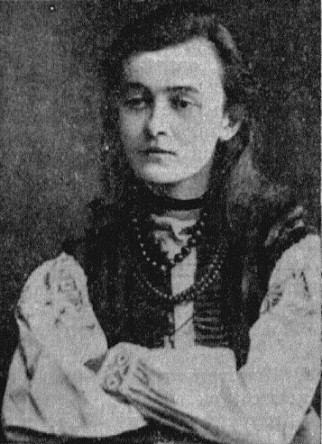
Larisa Čemodanova

Su circa 700.000 abitanti, Pietroburgo contava allora 60.000 operai, per lo più addetti alle fabbriche tessili e alle officine metallurgiche. Soprattutto i primi erano contadini che ogni estate tornavano nei loro villaggi. Tra di loro i čajkovcy cominciarono a sviluppare la propaganda dall'estate del 1872: «avevamo delle stanze appositamente affittate dai compagni» - ricorda Kropotkin - «Ogni sera ci veniva una decina di operai a imparare a leggere e scrivere, e poi a chiacchierare».
Sof'ja Perovskaja s'inserì, in un primo tempo, in un gruppo formato da Šiško, Anna Kuvšinskaja e Kuprijanov che operava nel sobborgo di Vyborg dove già era stato formato un centro organizzato dagli stessi operai. Poi, nel settembre del 1873, passò nel quartiere Nevskij, dove visse in un appartamento con Rogačev, Sinegub e la moglie di quest'ultimo, Larisa Čemodanova. Con loro, e con Kravčinskij, Klemenc, Stachovskij e Tichomirov, entrò in rapporto con alcuni operai della fabbrica Tornton. Due di essi, Alekseev e Smirnov, divennero presto attivi rivoluzionari.
Oltre a insegnare a leggere e a scrivere agli operai analfabeti, Son'ja si occupò dell'introduzione della letteratura illegale in Russia e della loro diffusione nei circoli operai. Insieme con Ljubov' Kornilova cercò di tenere i rapporti con i compagni detenuti, avvalendosi della collaborazione di un gendarme loro simpatizzante. Nell'autunno del 1873 progettò la fuga di Natanson, allora confinato a Kuopio, in Finlandia, ma non se ne fece nulla per il rifiuto dello stesso Natanson.

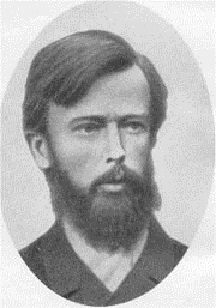
Nikolaj Čarušin

A parte la volontà di istruire gli operai e i contadini dando loro una coscienza rivoluzionaria, i čajkovcy non ebbero mai un programma condiviso su come condurre una rivoluzione e sulla forma che avrebbe dovuto assumere una futura società socialista. Solo Kropotkin si preoccupò di presentare un manifesto che fu discusso nelle riunioni del circolo. Il suo programma, tipicamente anarchico, rifiutava il passaggio allo Stato di tutte le proprietà, esprimendosi invece per la creazione di una federazione di comunità di produzione, gestite dai lavoratori, mentre la rivoluzione poteva essere soltanto il prodotto di una spontanea iniziativa popolare e non una congiura organizzata da un gruppo di cospiratori, alla maniera di Nečaev.
Il programma di Kropotkin rimase l'espressione di un'opinione personale, come ricorda Čarušin, secondo il quale i čajkovcy non ebbero mai un programma definito, e si limitarono a ritenere che non era «possibile trasferire integralmente sul terreno russo l'esperienza rivoluzionaria europea», essendo le condizioni della vita russa tali da esigere «la ricerca di vie che a quella situazione corrispondessero». Secondo Kropotkin, la Perovskaja, come Kravčinskij, lo stesso Čarušin e Tichomirov, avrebbe sostenuto allora la rivoluzione popolare e il passaggio di tutta la terra ai contadini.
A partire dagli ultimi mesi del 1873 ed entro l'aprile successivo i circoli operai formati dai čajkovcy furono dissolti dalla repressione poliziesca. Il 23 novembre ci fu un'irruzione nell'appartamento della Perovskaja e vi furono arrestati Sinegub, Stachovskij e Tichomirov. Son'ja sfuggì all'arresto perché non era in casa, ma cadde nelle mani della polizia il 17 gennaio 1874 insieme con Aleksandra e Ljubov' Kornilova. La scoperta di una lettera cifrata indirizzata a Kuprijanov fu a loro fatale.

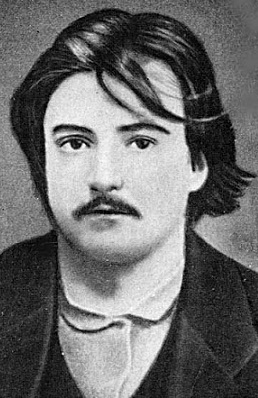
Leonid Šiško

Rimase detenuta per sei mesi. A giugno, Lev Perovskij richiese il rilascio della figlia su cauzione, che fu accordato e, in condizione di libertà vigilata nell'attesa del processo, poté mettersi in viaggio con il fratello Vasilij per stabilirsi dalla madre in Crimea. A Odessa s'incontrò con Feliks Volchovskij e Nikolaj Drago, mentre nella proprietà materna della Primorskij vennero a trovarla Kravčinskij, Kostjurin, Frolenko e Klemenc, dal quale ebbe la notizia dell'arresto di Anatolij Serdjukov, il marito dell'amica Ljubov' Kornilova.
Idealmente, si concludeva qui la prima fase dell'attività di militante rivoluzionaria di Sof'ja Perovskaja. L'alta considerazione da lei goduta nel circolo Čajkovskij è attestata dalle testimonianze dei suoi compagni. Leonid Šiško scrisse che se di una tale organizzazione, fondata su rapporti di stretta amicizia, si poteva parlare di dirigenti, allora questi ruoli furono assunti da «Čajkovskij, Čarušin, Kuprijanov e Perovskaja; furono essi a prendersi carico delle questioni correnti del circolo e a proteggere meglio i suoi affari segreti».
Kropotkin mise in rilievo il suo rigore morale e la sua serietà che la portavano ad andare fino in fondo seguendo le proprie convinzioni: «Perovskaja era populista nel profondo dell'anima e, allo stesso tempo, era una combattente rivoluzionaria della tempra più pura. Non aveva bisogno di abbellire gli operai e i contadini di false virtù per amarli e lavorare per loro. Li prese per quello che sono, e una volta, ricordo, mi disse: Abbiamo iniziato una grande impresa. Ci vorranno forse due generazioni, ma è necessario».

### In Zemlja i Volja

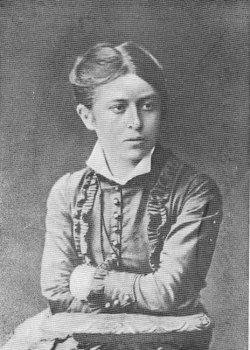
Vera Figner

Revocatale la possibilità d'insegnare, Son'ja seguì un corso di pratica medica a Simferopol', concluso il quale lavorò nella Croce rossa della città. Non aveva nessuna intenzione di abbandonare l'attività politica, per quanto i movimenti le fossero limitati: nell'estate del 1875 partì di nascosto per la capitale, dove incontrò Sof'ja Ivanova, anch'essa in attesa di giudizio. Infine, nell'autunno del 1877 fu convocata a Pietroburgo per essere giudicata, al termine di una lunghissima inchiesta, nel processo che alla fine d'ottobre vide 193 imputati per reati politici. Ospitata dalla sorella Mar'ja, fece più volte visita ai suoi compagni detenuti nella Casa di detenzione preventiva della capitale, presentandosi ora come la moglie di Tichomirov, ora coma una cugina di Čarušin, mentre in casa della Kornilova incontrò per la prima volta Vera Figner, che disse di essere rimasta «affascinata dalla democrazia dei suoi gusti e delle sue abitudini, e dalla semplicità e dolcezza dei suoi modi».
La sentenza, emessa il 4 febbraio 1878, assolse quasi la metà degli imputati, tra i quali Sof'ja Perovskaja e Tichomirov, mentre cento furono i condannati a varie pene, tra i quali Vojnaral'skij, Rogačev, Šiško, Čarušin, Sinegub e Ippolit Myškin, protagonista di una clamorosa deposizione nella quale bollò il processo di «vana commedia» e di «bordello», e accusò i giudici, tutti senatori, di vigliaccheria e carrierismo. Il giorno dopo, la giovane Vera Zasulič sparò al governatore di Pietroburgo Trepov, reo di aver fatto frustare in carcere uno degli imputati. Il gesto della Zasulič fu percepito, nel mondo dei rivoluzionari, come «un appello a prendere una nuova strada», quella degli attentati e della resistenza armata.
Il primo pensiero di Son'ja fu quello di tentare di liberare i detenuti. In aprile inviò Tichomirov a Char'kov per prendervi contatto con rivoluzionari del luogo e con loro assalire la scorta dei gendarmi che da Pietroburgo avrebbero condotto Myškin nella prigione di Novobolgorodsk, a 50 miglia da Char'kov. Sembra che egli abbia indugiato perdendo il momento favorevole all'azione. Quando seppe del fallimento dell'operazione, Son'ja s'infuriò contro Tichomirov.

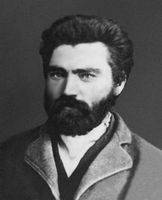
Porfirij Vojnaral'skij

Intorno a tale periodo risale l'adesione di Sof'ja Perovskaja a Zemlja i Volja. Quest'organizzazione era sorta nel 1876 dall'unione di un nuovo gruppo pietroburghese formato da Natanson, Ol'ga Šlejsner, Obolešev e Aleksandr Michajlov, con circoli rivoluzionari della Russia meridionale e ucraini: quello di Char'kov di Aptekman, quello di Rostov di Tiščenko, di Kiev e di Odessa. Zemlja i Volja aveva al suo attivo la fuga di Kropotkin dall'ospedale militare di Pietroburgo, organizzata il 12 luglio 1876 da Vejmar e Ivančin-Pisarev.
Un nuovo piano fu concepito per liberare Vojnaral'skij che, come Myškin, doveva essere portato in treno da Pietroburgo nel carcere di Char'kov e di qui, in carrozza, nella prigione di Novobolgorodsk. Nel giugno del 1878 Perovskaja, Aleksandr Michajlov, Kvjatkovskij, Barannikov, Frolenko, Morozov, Marija Ošanina, Adrian Michajlov e Medvedev giunsero a Char'kov e si stabilirono in tre appartamenti. Acquistati cavalli e carrozza, l'assalto alla carrozza del detenuto fu fissato lungo la strada tra Char'kov e Čuguev. Il 7 agosto Barannikov e Frolenko, travestiti da gendarmi, avevano preceduto la carrozza carceraria che recava due guardie a cassetta e all'interno un'altra guardia con Vojnaral'skij. Barannikov e Frolenko ordinarono ai gendarmi di fermarsi e spararono. Barannikov colpì una guardia, ma Frolenko mancò il suo bersaglio. Vojnaral'skij, minacciato dal terzo gendarme che gli puntò la sciabola alla gola, non poté saltar giù dalla carrozza, che partì al galoppo, vanamente inseguita dai cavalli guidati da Adrian Michajlov.

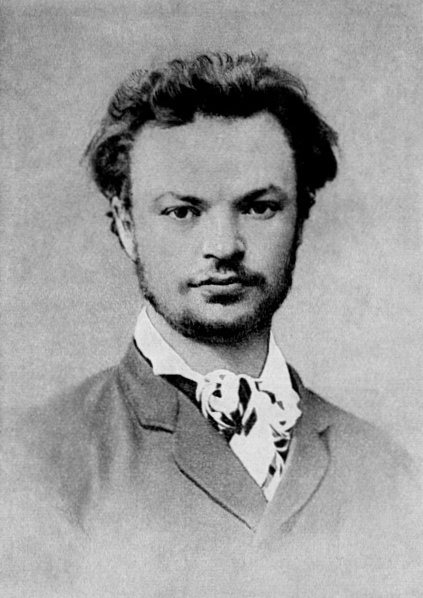
Stepan Kravčinskij

L'errore commesso fu quello di non aver staccato i cavalli dalla carrozza dei gendarmi, quando questi erano sotto la minaccia delle armi. Son'ja non si diede pace, definendo l'insuccesso dell'operazione «una vergogna per la rivoluzione». Avrebbe voluto rimanere a Char'kov per provare nuovi tentativi, ma ormai le autorità erano in allarme: alla stazione fu arrestato Medvedev. Così Son'ja partì per raggiungere la madre in Crimea, ma alla stazione marittima di Odessa fu fermata dalla polizia. L'ordine era di accompagnarla al confino nella provincia di Olonec, all'estremo nord occidentale della Russia.
Nella notte del 6 settembre sostarono nella sala d'aspetto di Volchov aspettando il treno per Pietroburgo. Mentre Son'ja si coricò in una delle panche, i due gendarmi di scorta si sdraiarono sulla porta d'ingresso, ma finirono con l'addormentarsi. Son'ja silenziosamente li scavalcò e s'allontanò, nascondendosi nel giardino della stazione. Un'ora dopo partiva un treno per Mosca: vi salì senza biglietto, e con il controllore si giustificò fingendosi una contadina ignorante. Fu fatta scendere alla prima stazione e da qui risalì, dopo aver acquistato il biglietto, sul primo treno per Pietroburgo.
Da questo momento Sof'ja Perovskaja visse in clandestinità, assumendo via via false generalità. A Pietroburgo trovò subito ospitalità da Aleksandra Malinovskaja, la quale, senza far parte formalmente di nessun gruppo, metteva a disposizione la sua casa a chiunque ne avesse bisogno. Quello stesso giorno vi conobbe Marija Kolenkina e Ol'ga Ljubatovič, che raccontò poi l'episodio:

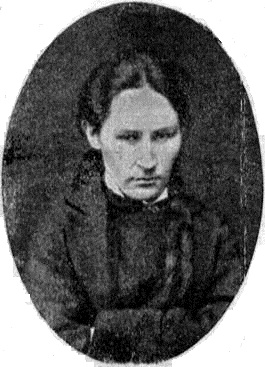
Marija Kolenkina

Poi rivide Kravčinskij, che le fece conoscere il messaggio Pogredënnyj zažibo (Sepolto vivo) scritto dalla prigione di Novobolgorodsk da Dolgušin. La descrizione del trattamento brutale subito dai detenuti politici la convinse a tornare a Char'kov per fare qualcosa a loro favore. Prima della partenza si concesse con Adrian Mikhajlov, Kravčinskij, Ol'ga Šlejsner, Ol'ga Ljubatovič, Obolešev, Morozov e Marija Kolenkina una serata al Teatro Mariinskij, assistendo a Il profeta di Meyerbeer. A Char'kov stabilì un contatto con i prigionieri, per i quali promosse la raccolta di indumenti e di libri organizzando un gruppo di studenti, e poi frequentò un corso di ostetricia, pensando di lavorare tra le contadine della provincia per promuovervi la propaganda. Non riuscì però a organizzare nessun piano di liberazione dei detenuti e alla fine del 1878 tornò a Pietroburgo.
In effetti, in ottobre un'ondata di arresti aveva decimato Zemlja i Volja, limitandone le capacità operative. Contemporaneamente, era iniziato al suo interno il dibattito sull'uso delle armi per sottrarsi alla cattura e degli attentati contro personalità di primo piano del regime. Ivan Koval'skij era stato arrestato nel febbraio del 1878 dopo una sparatoria e impiccato il 14 agosto. In risposta, Stepan Kravčinskij aveva ucciso due giorni dopo il generale Mezencov, capo delle Terza Sezione. Secondo il fratello Vasilij, Son'ja era contraria, almeno in questo periodo, al principio di difendersi da un arresto con le armi, non volendo che si uccidessero dei semplici soldati, e non accettava ancora l'uso del terrorismo quale forma di lotta politica.

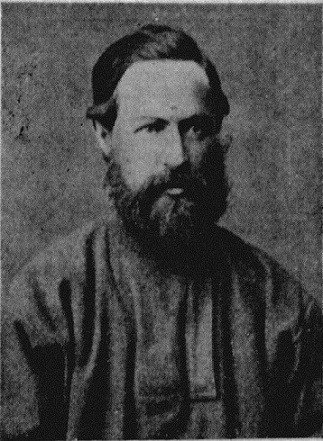
Vasilij Perovskij

Infatti non partecipò, alla fine di giugno del 1879, a Lipeck, alla riunione della frazione di Zemlja i Volja che stabilì nel terrorismo il mezzo più idoneo a mettere fine al regime esistente e ottenere le libertà politiche. D'altra parte, la mancanza di libertà di parola e di stampa impediva l'uso di sistemi pacifici di lotta. L'uccisione dello zar, quale elemento centrale del potere, doveva essere il principale obiettivo dell'azione di un partito organizzato militarmente, dal momento che la sua scomparsa poteva generare una rivolta popolare che avrebbe abbattuto lo Stato autocratico.
Fu presente al congresso clandestino di Voronež che dal 6 al 9 luglio vide riuniti insieme i politiki innovatori e i derevenščiki, sostenitori della vecchia linea di Zemlja i Volja. Plechanov, Popov, Aptekman, Devel', Ščedrin, Preobraženskij, Tiščenko e Chotinskij si confrontarono con i politiki Michajlov, Željabov, Kviatkovskij, Morozov, Tichomirov, Isaev, Ošanina, Presnjakov, Kolodkevič, Frolenko, Barannikov, Širjaev e Nikolaev, mentre tre donne, le sorelle Vera ed Evgenija Figner, e la stessa Perovskaja cercarono di salvaguardare l'unità di Zemlja i Volja mediante un compromesso. E a Voronež fu effettivamente raggiunto un compromesso, nel quale si stabilì che, fermo restando la prevalente attività di propaganda nei villaggi rurali, Zemlja i Volja destinasse un terzo dei suoi fondi alla lotta armata.
Il compromesso fu provocato, secondo la Figner, dalla paura che una divisione indebolisse irrimediabilmente le due correnti, e fu di breve durata. Il 24 settembre la frazione dei politiki si proclamò «società segreta del tutto autonoma nelle sue azioni»: nasceva così Narodnaja Volja. Dall'altra parte, i derevenščiki fondavano la società Čërnyj peredel (Ripartizione nera) e Zemlja i Volja scompariva per sempre.

### In Narodnaja Volja
Sof'ja Perovskaja, contraria alla scissione perché favorevole sia al lavoro propagandistico nelle campagne, sia a battersi per le libertà politiche, esitò per mesi se impegnarsi nell'una o nell'altra organizzazione. Finì per scegliere Narodnaja Volja, che impegnò nel regicidio tutte le sue forze. Leo Deutsch, che aderì a Čërnyj peredel, diede una spiegazione alla scelta di Son'ja. A suo avviso, i seguaci di Narodnaja Volja appartenevano a tre categorie di persone: «coloro che erano presi da un senso di indignazione e di sdegno contro il terrorismo del governo, i sostenitori del terrorismo rosso come il mezzo più adeguato al processo di cambiamento del sistema politico russo e, infine, coloro che erano affascinati dal misterioso ambiente della cospirazione». Deutsch conobbe la Perovskaja alla fine dell'estate del 1879 e la giudicò «la più brillante rappresentante della prima di quelle categorie. Incarnava il sentimento dell'indignazione presente nelle migliori persone russe: diceva sempre che non si potevano lasciare senza risposta le persecuzioni del governo».
Il primo attentato allo zar a cui partecipò Sof'ja Perovskaja fu preparato da Aleksandr Michajlov. Questi aveva comprato una casa prospiciente la ferrovia, a tre chilometri da Mosca. Vi andarono ad abitare Son'ja e Lev Gartman con falsi documenti che li dichiaravano i coniugi Suchorukov. Dal 13 ottobre 1879, con l'aiuto alternato di Michajlov, Isaev, Morozov, Arončik, Barannikov, Gol'denberg e Širjaev, scavarono un cunicolo, largo 78 centimetri e alto un metro, che dalla cantina conduceva sotto i binari della ferrovia. A novembre, concluso lo scavo, fu piazzata una carica di dinamite collegata a una batteria posta nella casa, nella quale rimasero soltanto Son'ja e Širjaev. La sera del 1º dicembre, intorno all'ora prevista, passarono a breve distanza di tempo due treni diretti a Mosca. Širjaev azionò la batteria al passaggio del secondo treno, che a seguito dell'esplosione deragliò finendo nella scarpata. Non vi furono vittime, ma Alessandro II, che viaggiava nel primo treno, era comunque già giunto a Mosca sano e salvo.

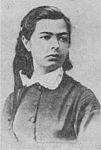
Ol'ga Ljubatovič

Tornata a Pietroburgo, Son'ja prese parte alle riunioni del Comitato esecutivo di Narodnaja Volja indette per approvare o meno un nuovo programma del partito. Esisteva già un breve programma approvato a Lipeck, nel quale si dichiarava che la conquista della libertà politica era il fine dell'azione del partito rivoluzionario. Tichomirov presentò un nuovo programma nel quale «il colpo al centro» del potere politico esistente era inteso come un'insurrezione che desse il potere al popolo. Tichomirov ricordò poi che il programma fu approvato con la sola opposizione di Morozov e di Ol'ga Ljubatovič, i quali ritenevano «che il compito principale del Comitato fosse la disorganizzazione dello Stato con il terrore per costringerlo a dare al popolo la possibilità di esprimere la propria volontà e ricostruire il paese», mentre «gli altri pensavano che il Comitato esecutivo dovesse fare un piano per prendere il potere, decretare dall'alto la Costituzione e quindi dare il potere politico al popolo».
Nelle sue memorie, la Ljubatovič sostiene che la formulazione adottata di Tichomirov fosse inaccettabile in quanto di tipo giacobino, contestando anche il metodo adottato da Tichomirov, che aveva preventivamente chiesto a ciascun compagno, in colloqui privati, l'adesione al nuovo programma. Tuttavia il programma fu approvato anche dopo una riunione collettiva. Tale disaccordo fu sufficiente perché Ljubatovič e il suo compagno Morozov rompessero di lì a poco con Narodnaja Volja. Sulla questione esiste la testimonianza della Ivanova, secondo la quale per Son'ja «i nostri obiettivi e le nostre tattiche non hanno nulla a che fare con i principi giacobini [...] Il nostro motto "Volontà del popolo" non è un vuoto suono, ed esprime veramente l'essenza del nostro programma e delle nostre aspirazioni. Partiamo da un solo assoluto diritto - il diritto alla libera promozione delle idee - e siamo pronti a sottometterci alla volontà suprema del popolo, espresso chiaramente e liberamente».
Sof'ja Perovskaja fu la responsabile dei gruppi degli operai e degli studenteschi di Narodnaja Volja, partecipò alla stesura dello statuto del Circolo militare creato da Željabov d'intesa con alcuni ufficiali della Marina, e partecipò all'attività della Croce rossa di Narodnaja Volja, l'organizzazione che teneva i contatti con i compagni arrestati e con i loro famigliari. Della sua «volontà di ferro» e del suo «sprezzo del pericolo» parleranno i memorialisti.
Il 16 aprile 1880 si trasferì a Odessa con Sablin per preparare un nuovo attentato allo zar. Aprirono un negozio di alimentari nella centrale via Italijanskaja, dove abitualmente passava Alessandro II quando, poco prima dell'estate, si trasferiva da Pietroburgo in Crimea, e nel retrobottega iniziarono a scavare un cunicolo che doveva giungere sotto il centro della strada, dove avrebbero piazzato una carica di dinamite. All'operazione collaborarono Anna Jakimova, Vera Figner, Grigorij Isaev, Lev Zlatopol'skij e Vasilij Merkulov. Era tutto pronto quando venne la notizia che l'imperatore non sarebbe passato da Odessa, e l'impresa fu abbandonata.

### L'assassinio di Alessandro II

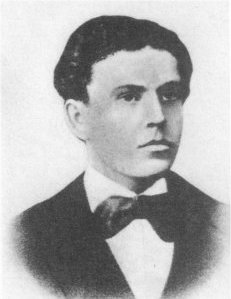
Ignatij Grinevickij

Dal dicembre del 1880, dopo il ritorno di Alessandro II a Pietroburgo, si studiarono i suoi spostamenti domenicali in città, che seguivano l'abituale tragitto dal Palazzo imperiale a piazza del Maneggio e ritorno. Furono calcolati i tempi di percorrenza e l'attenzione di Sof'ja Perovskaja, di Elizaveta Olovennikova e della Tyčinina si concentrò su tre luoghi del suo percorso: la Prospettiva Nevskij con passaggio per la via Malaja Sadovaja, oppure per il lungo-canale Caterina. Qui Son'ja individuò anche un punto particolare nel quale il corteo dell'imperatore rallentava la sua corsa. Fu affittato un negozio nella Malaja Sadovaja entro il quale, secondo uno schema ormai consolidato, si scavò un cunicolo che portava al centro della strada.
L'azione era fissata alla domenica 13 marzo 1881. Era previsto che dopo l'esplosione al momento del passaggio dell'imperatore, intervenissero Rysakov, Grinevickij, Michajlov e Emel'janov, lanciando ciascuno una bomba costruita da Kibal'cič. Se ancora lo zar si fosse salvato, come ultima risorsa sarebbe intervenuto Żeljabov armato di un pugnale. L'11 marzo Żeljabov fu arrestato in casa di Michail Trigoni. Era una perdita molto grave per Narodnaja Volja, già decimata dagli arresti, e per Son'ja in particolare la notizia fu un duro colpo. Żeljabov era più che un compagno e un amico, era il suo primo e unico amore. Son'ja lasciò l'appartamento sulla Prima Izmajlovskaja dove abitavano insieme e si trasferì da Vera Figner, assumendo la direzione delle operazioni.
La mattina del 13 marzo Kibalčiĉ e Perovskaja distribuirono le bombe ai quattro lanciatori, che Son'ja dispose alle due estremità della Malaja Sadovaja: Rysakov ed Emel'janov sulla Prospettiva Nevskij, e Michajlov e Grinevickij su via Italijanskaja. Lo zar, nel suo recarsi alla piazza del Maneggio, era passato lungo il canale Caterina evitando la Malaja Sadovaja. Era probabile che anche al ritorno avrebbe fatto la stessa strada: in questo caso Son'ja, sorvegliando le mosse del corteo imperiale, con un fazzoletto avrebbe segnalato ai lanciatori di spostarsi sul canale. Così avvenne.
Nel primo pomeriggio la carrozza di Alessandro II fu colpita dalla bomba di Rysakov, che lasciò però illeso l'imperatore. Sceso dalla carrozza, questi fu investito dalla seconda bomba di Grinevickij che ferì entrambi mortalmente. Rysakov fu arrestato. La Perovskaja, osservata la scena, si avviò in un caffè di via Vladimirskaja, dove era attesa da Arkadij Tyrkov: «entrò a passi calmi e silenziosi. Nel viso non si notava alcun turbamento, come se non venisse direttamente dal luogo dell'attentato. Era come sempre seria e concentrata, con un'aria di tristezza. Ci siamo seduti a un tavolino, guardinghi, anche se eravamo soli nella saletta buia. Le sue prime parole furono: Credo che, se non è morto, sia gravemente ferito. Era una conversazione di frasi brevi, spezzate. L'aria era molto pesante».

### Il processo

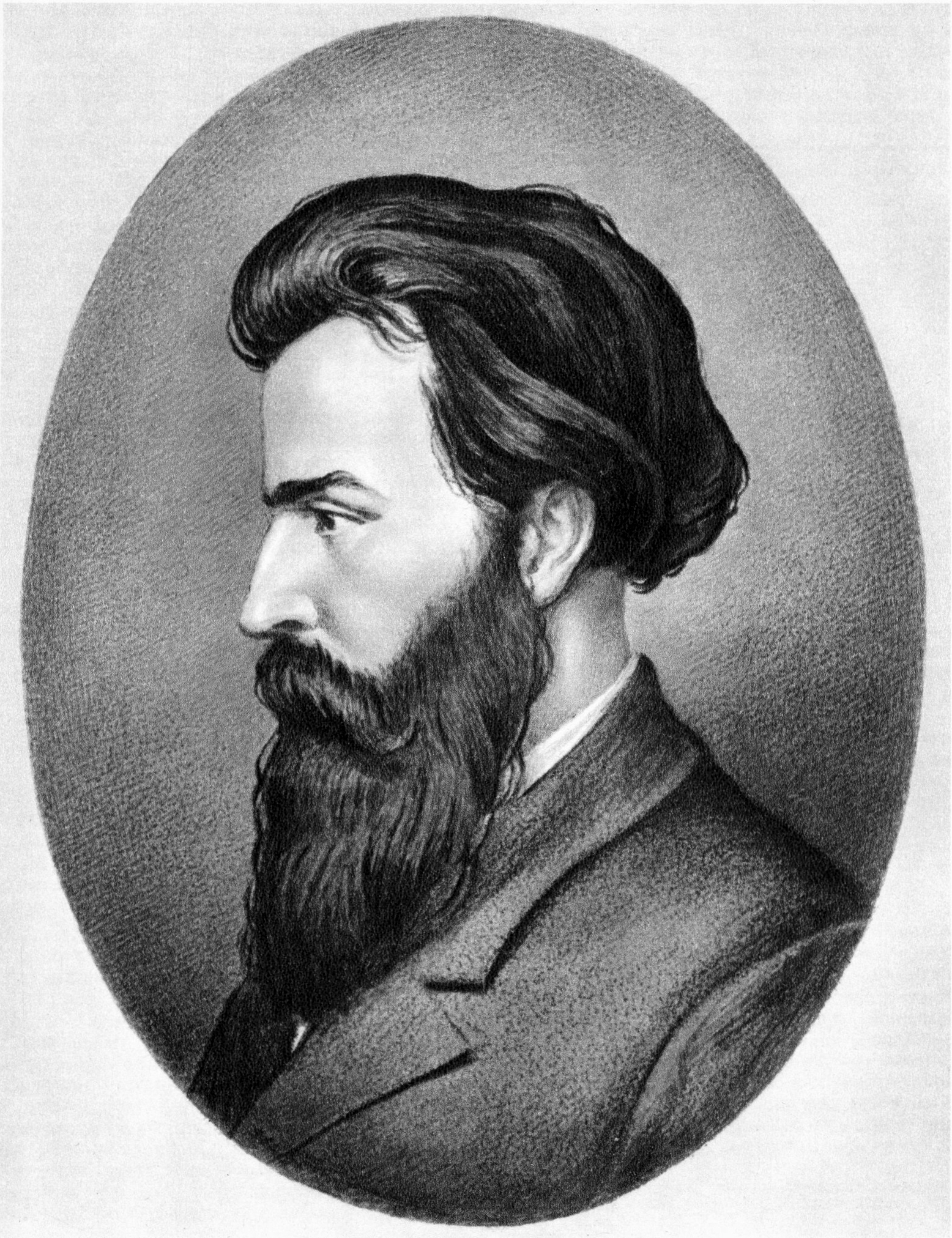
Andrej Željabov

Era tuttavia interiormente provata. Chi la vide nei giorni immediatamente successivi, quando Željabov volle assumersi la responsabilità dell'assassinio dell'imperatore auto-condannandosi a morte, la sentì dire di essere malata e di avere difficoltà a camminare. Le fu consigliato di espatriare, ma rifiutò. Tutta presa dall'idea di dover liberare Željabov, finì col trascurare le normali precauzioni sulla propria sicurezza. Fu arrestata il 22 marzo sulla Prospettiva Nevskij, vicino al Palazzo Aničkov. Le furono trovati indosso falsi documenti che la identificavano per Lidija Antonovna Vojnova, copie della lettera che il Comitato esecutivo aveva indirizzato ad Alessandro III e volantini del gruppo degli operai membri del partito Narodnaja Volja. Mostratagli segretamente, il traditore Ivan Okladskij la identificò.
L'istruttoria per l'omicidio dello zar era stata chiusa con la completa confessione di Rysakov, che aveva già provocato gli arresti di Kibal'čič, di Michajlov, della Gel'fman e il suicidio di Sablin. Fu riaperta, ma Perovskaja non disse nulla più di quanto i magistrati già conoscessero. Giustificò la prima attività rivoluzionaria come « un tentativo di sostenere il benessere economico della popolazione e il livello del suo sviluppo morale e intellettuale, risvegliando in essa la coscienza della vita politica e dei suoi diritti civili ». A tutto questo, « il governo ha saputo solo rispondere con le rappresaglie e con una serie di misure che hanno reso quasi impossibile la vita delle persone ». Fu l'incapacità del regime di cambiare politica reagendo con la forca a produrre il passaggio al terrorismo.
Il processo ai sei imputati - Perovskaja, Željabov, Kibal'čič, Michajlov, Gel'fman e Rysakov - iniziò il 7 aprile, condotto da una corte formata da senatori, senza giurati: tra loro, Bobrinskij, figlio di quel governatore di Pietroburgo nella cui casa aveva vissuto per qualche anno la famiglia Perovskij. L'accusatore era Nikolaj Murav'ëv, amico d'infanzia di Son'ja. Željabov contestò la legittimità del tribunale e nella sua deposizione riassunse la storia del movimento populista che il governo cercò di soffocare fin dai suoi inizi, benché fosse del tutto pacifico. Anche l'avvocato Kedrin, respingendo le accuse agli imputati di crudeltà e d'immoralità formulate dal procuratore Murav'ëv, indicò nel governo il principale responsabile di tutte le violenze. Il 10 aprile il tribunale condannò a morte tutti gli imputati. Per Gesja Gel'fman, in attesa di un bambino, la pena fu rinviata a dopo il parto. Per l'indignazione dell'opinione pubblica internazionale, le sarà commutata nel carcere a vita, ma Gesja morì cinque giorni dopo aver partorito.
In quei giorni, Varvara Perovskaja venne due volte a trovare la figlia, una concessione del ministro Loris-Melikov. Son'ja le parlava poco e stava tutto il tempo con la testa sulle sue ginocchia. Le inviò anche diverse lettere, ma ne è conservata una sola, scritta da Son'ja quattro giorni prima dell'inizio del processo: « La mia sorte non mi tocca in nessun modo e resto nella tranquillità più completa. Me lo aspettavo da tempo [...] Ho vissuto secondo le mie convinzioni; non potevo fare diversamente, perciò aspetto quel che mi è riservato con la coscienza tranquilla ». La pregava di non preoccuparsi per lei: « Ho nel cuore il dispiacere di non aver raggiunto la tua altezza morale [...] Fin dall'infanzia sei stata il mio amore più grande e costante. Che tu ti preoccupassi per me è sempre stato il mio maggior dolore. [...] Spero che tu possa perdonarmi almeno in parte tutta la pena che ti ho provocato [...] Un tuo rimprovero mi sarebbe doloroso ».

### L'esecuzione

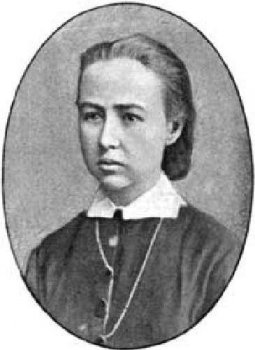
Sof'ja Perovskaja

All'alba del 15 aprile i cinque pervomartovcy, rinchiusi nella Casa di detenzione preventiva, furono svegliati. Presero il tè e si rivestirono con gli abiti confezionati appositamente per i condannati a morte: per Son'ja, un vestito nero a righe marroni. Furono poi condotti nel cortile dove li attendevano due carri. Sul primo salirono Željabov e Rysakov. In quel momento Sof'ja Perovskaja ebbe un momento di debolezza. Si riprese, sostenuta da Michajlov, e con lui e Kibal'čič salì sul secondo carro. Furono legati, con un cartello sul petto che recava la scritta « regicida ». Sof'ja si lamentò della stretta delle corde e il gendarme Jakovlev le rispose: « Dopo sentirai ancora più male ».
Passarono per le strade di Pietroburgo tra due ali di folla ostile, scortati da un imponente servizio d'ordine, e poco prima delle 9 giunsero sulla grande piazza Semënovskij, gremita di gente, dove era stato eretto il patibolo circondato dalle guardie del reggimento Izmajlovskij. Splendeva il sole, tra pozzanghere e larghe chiazze di neve. Alle 9 vennero il sindaco, generale Baranov, il procuratore capo Pleve, futuro ministro degli Interni, e altre autorità.
Saliti sul patibolo, Son'ja, Željabov e Kibal'čič apparivano molto calmi, perfino apatico Michajlov, nervoso era Rysakov. Un lieve rossore era sul volto della Perovskaja, i cui occhi vagavano tra la folla: « il suo sguardo è chiaro e calmo, senza ombra di affettazione ». Dopo la lettura della sentenza, i tamburi cominciarono a rullare. Si avvicinarono i sacerdoti, ma Son'ja rifiutò i conforti religiosi. Un'assoluta calma, quasi un'allegria sembrava essere in lei, in Željabov e in Kibal'čič. Poi Son'ja diede a loro e a Michajlov il bacio d'addio, evitando Rysakov. Furono infine rivestiti con una specie di sudario bianco e la loro testa fu coperta da un cappuccio.
Per primo fu impiccato Kibal'čič, poi Michajlov, al quale la corda si spezzò per ben due volte. Ci vollero due corde al terzo tentativo. Terza fu Sof'ja Perovskaja, che morì all'istante: era la prima donna in Russia a essere giustiziata per motivi politici. Poi fu la volta di Željabov e di Rysakov. Alle 9.30 era tutto finito: « così morì Perovskaja, coerente nella vita come nella morte ».
Furono tutti sepolti in segreto in una fossa comune ai limiti del cimitero della Trasfigurazione, imponendo ai pochi informati il silenzio sul luogo della sepoltura. Così, l'anno dopo, Varvara Perovskaja non poté visitare la tomba della figlia. Il direttore del cimitero rivelò il luogo dopo la fine dello zarismo, ma i resti dei cinque narodovol'cy non furono ritrovati.
Ha scritto Ol'ga Ljubatovič, a conclusione delle sue Memorie: « Le tombe di Perovskaja, di Gesja Gel'fman, di Kibal'čič, di Željabov, di tutti gli altri che perirono sul patibolo, tra le mura di Šlisselburg, nella prigione centrale di Char'kov, nei lontani campi di Kara, sono scomparse dalla faccia della terra. Ma le loro azioni vivranno nella memoria del popolo, e i loro nomi, cancellati dalle pietre tombali, resteranno impressi a lettere maiuscole sulle pagine della storia ».

## Memoria
- Una trentina di strade di città russe e ucraine sono intitolate a Sof'ja Perovskaja.
- Nel 1967 il regista Leo Oskapovič Arištam ha diretto il film Sof'ja Perovskaja, interpretato da Aleksandra Nazarova, con musiche di Šostakovič.
- Nel 2009 le è stato dedicato il documentario L'unico amore della figlia del governatore (Единственная любовь дочери губернатора), di Elizaveta Truseviĉ.

## I luoghi di Sof'ja Perovskaja

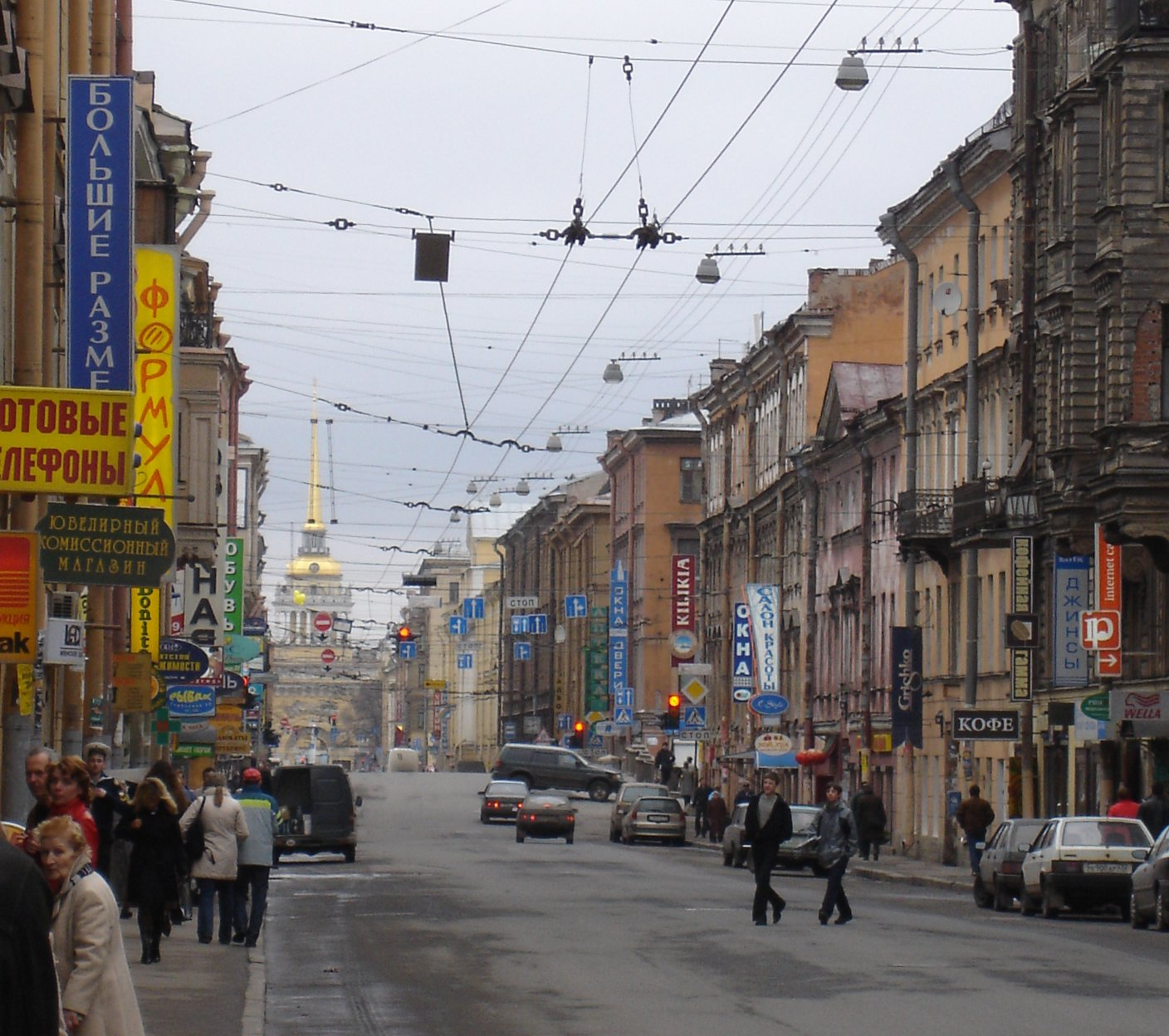
Via Gorochovaja
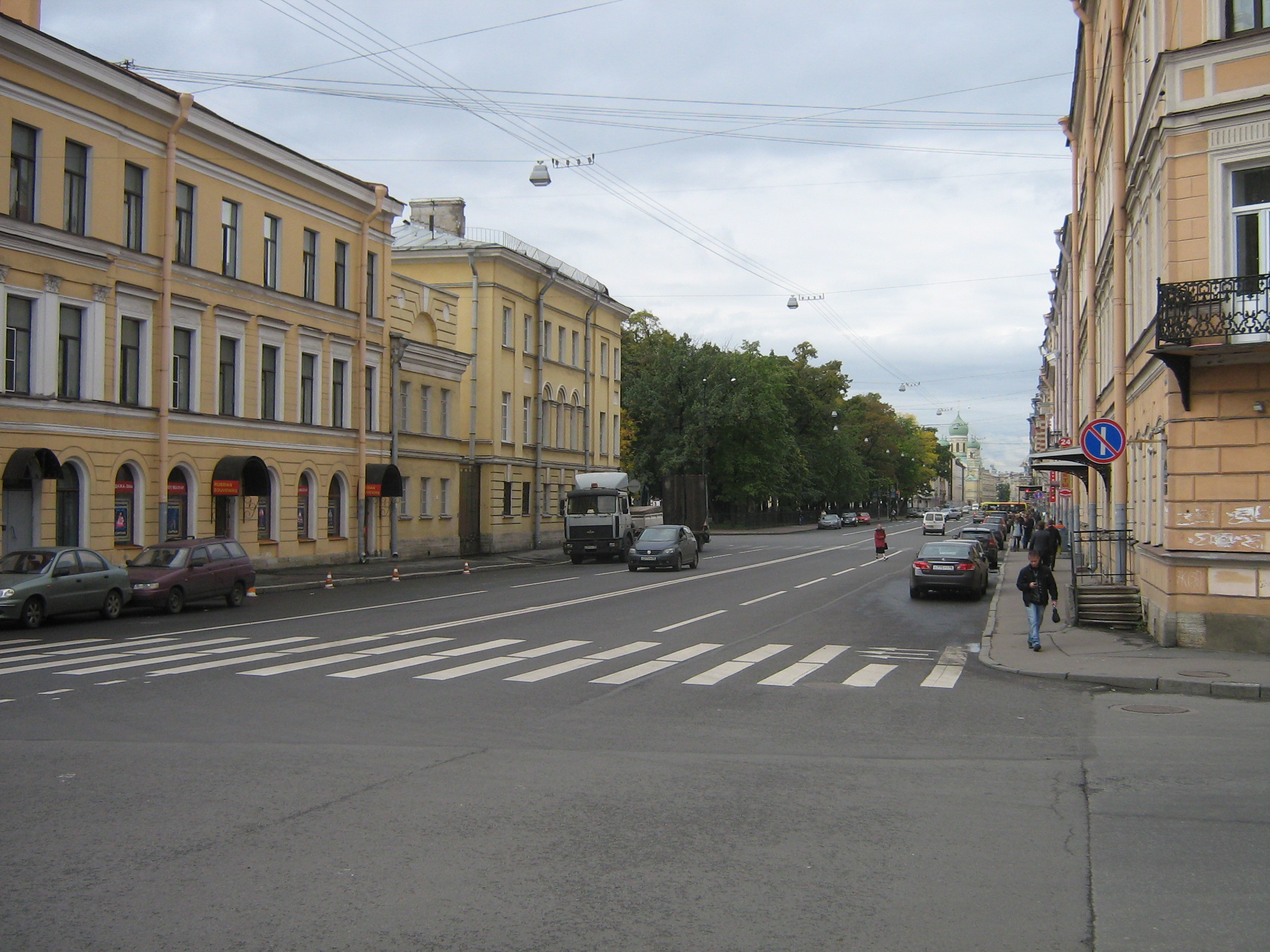
Ekateringofskij Prospekt
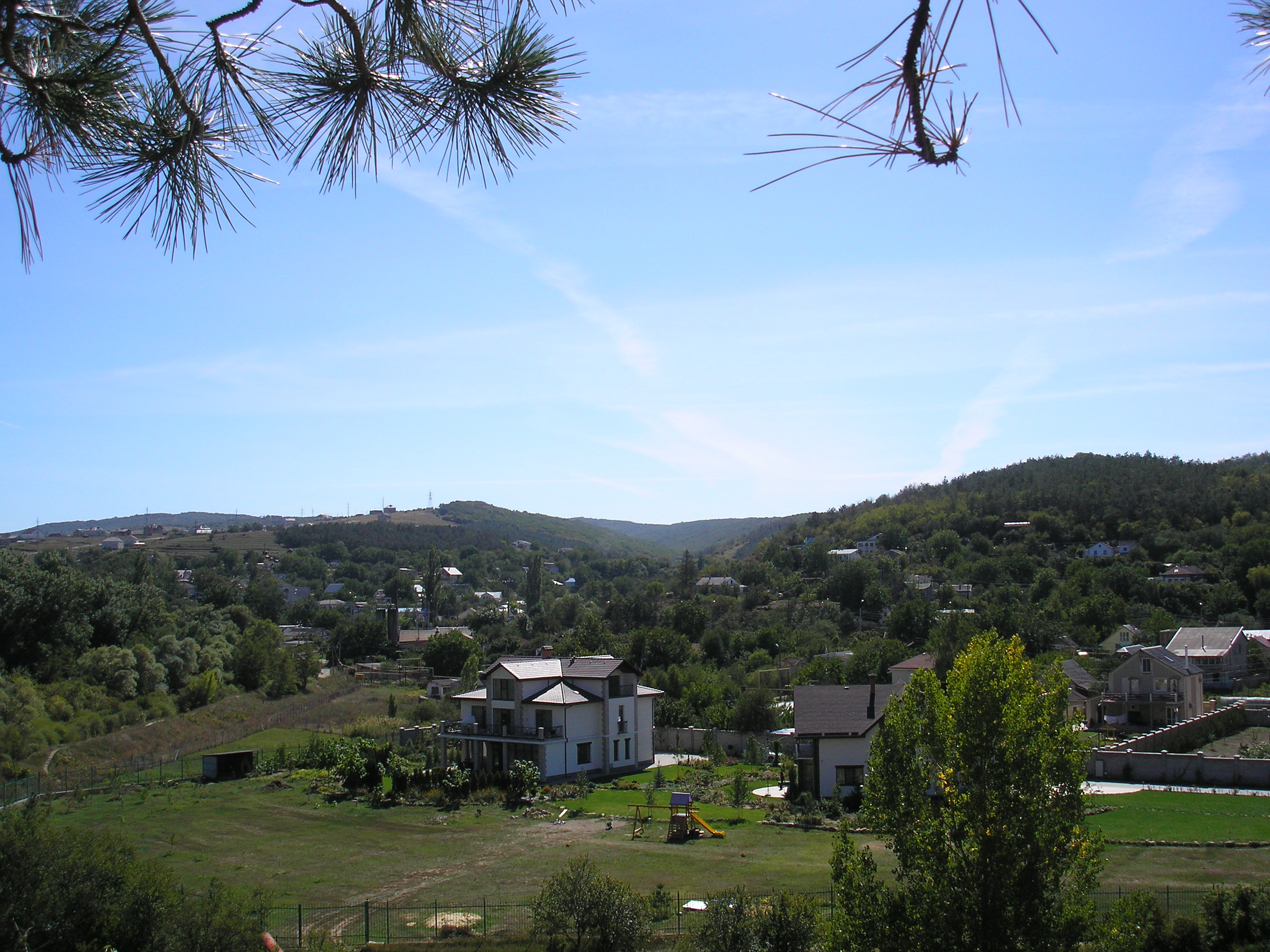
Kil'burun
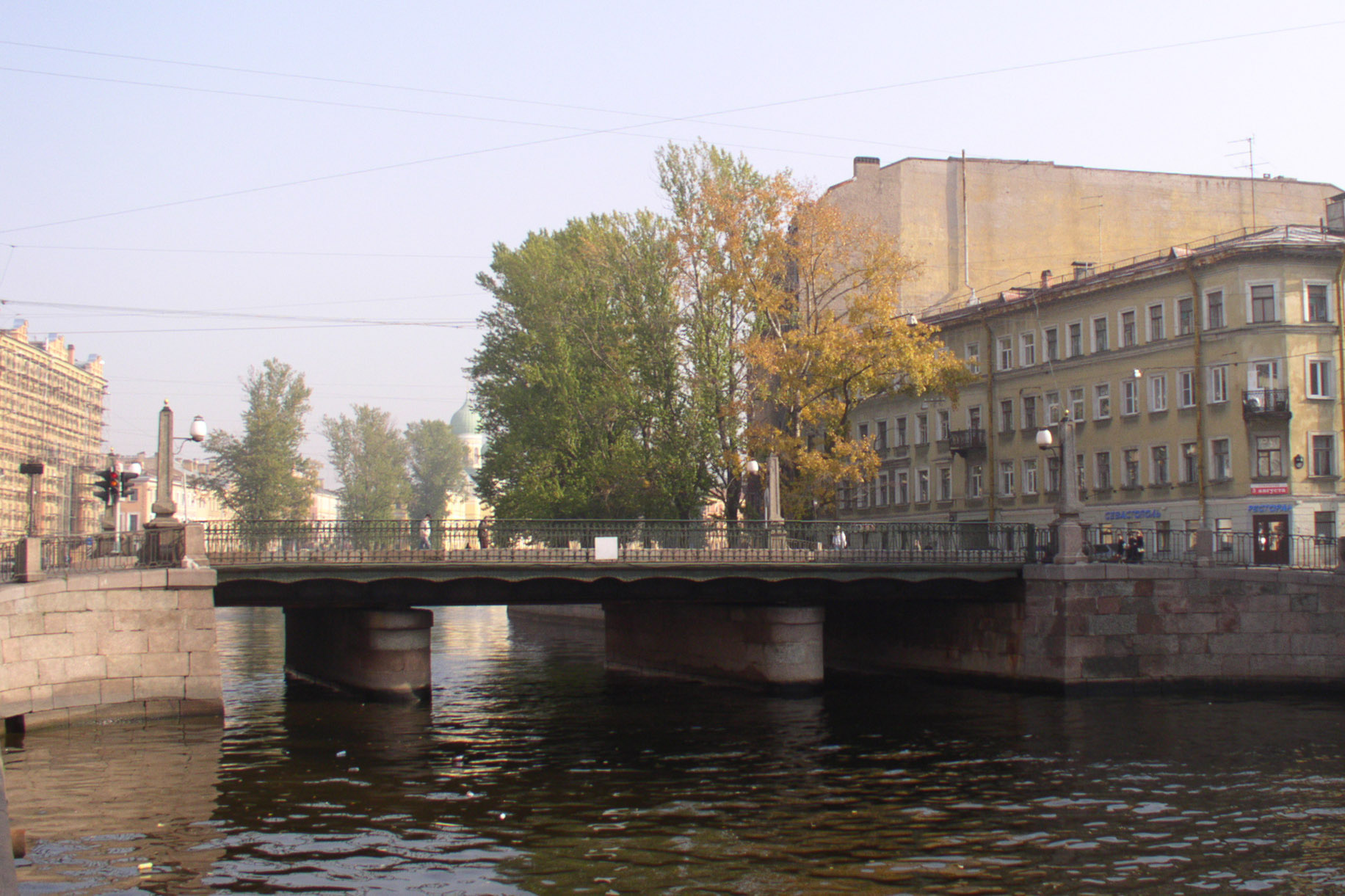
Il ponte Alarčin
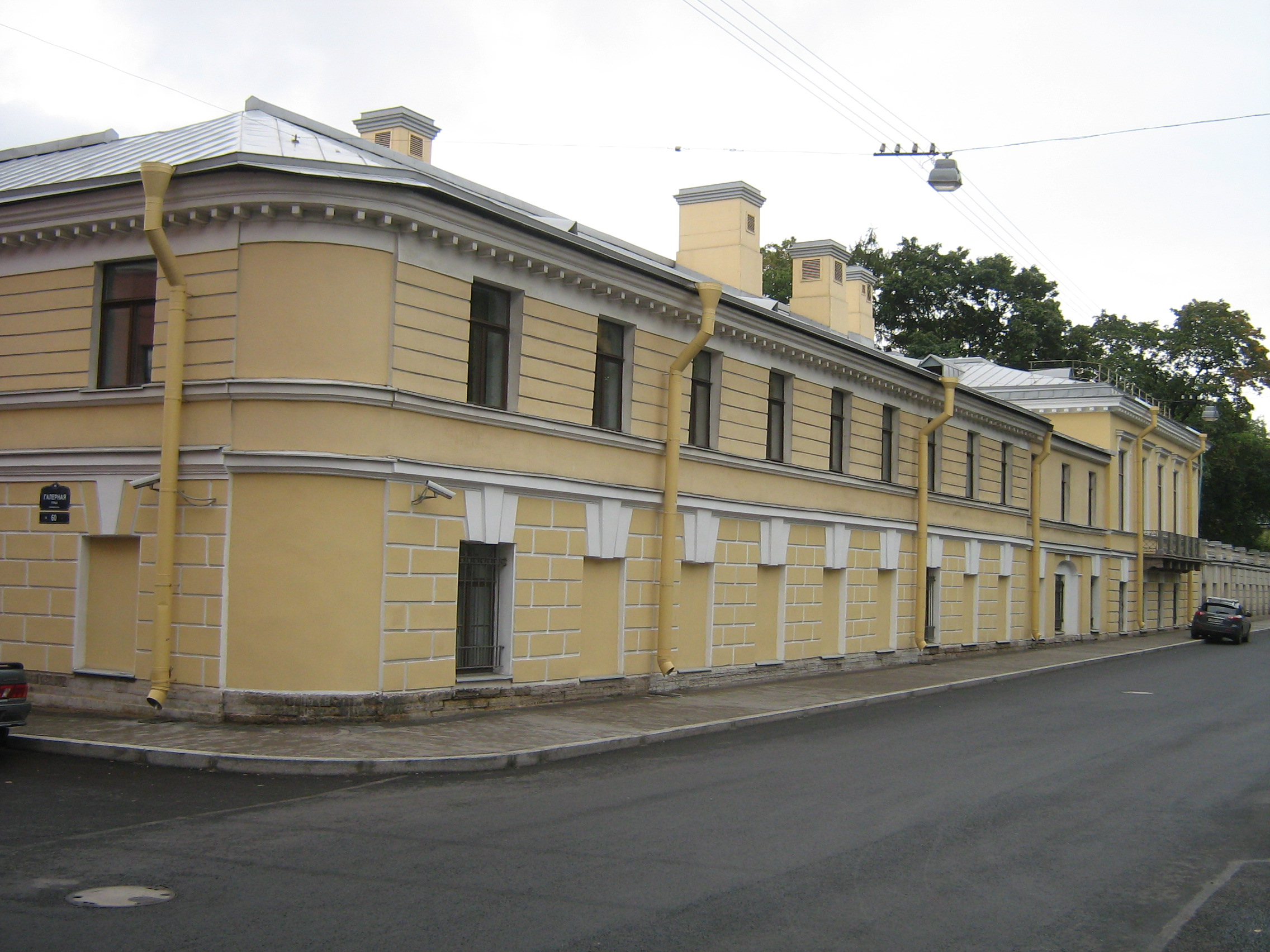
Via Galernaja
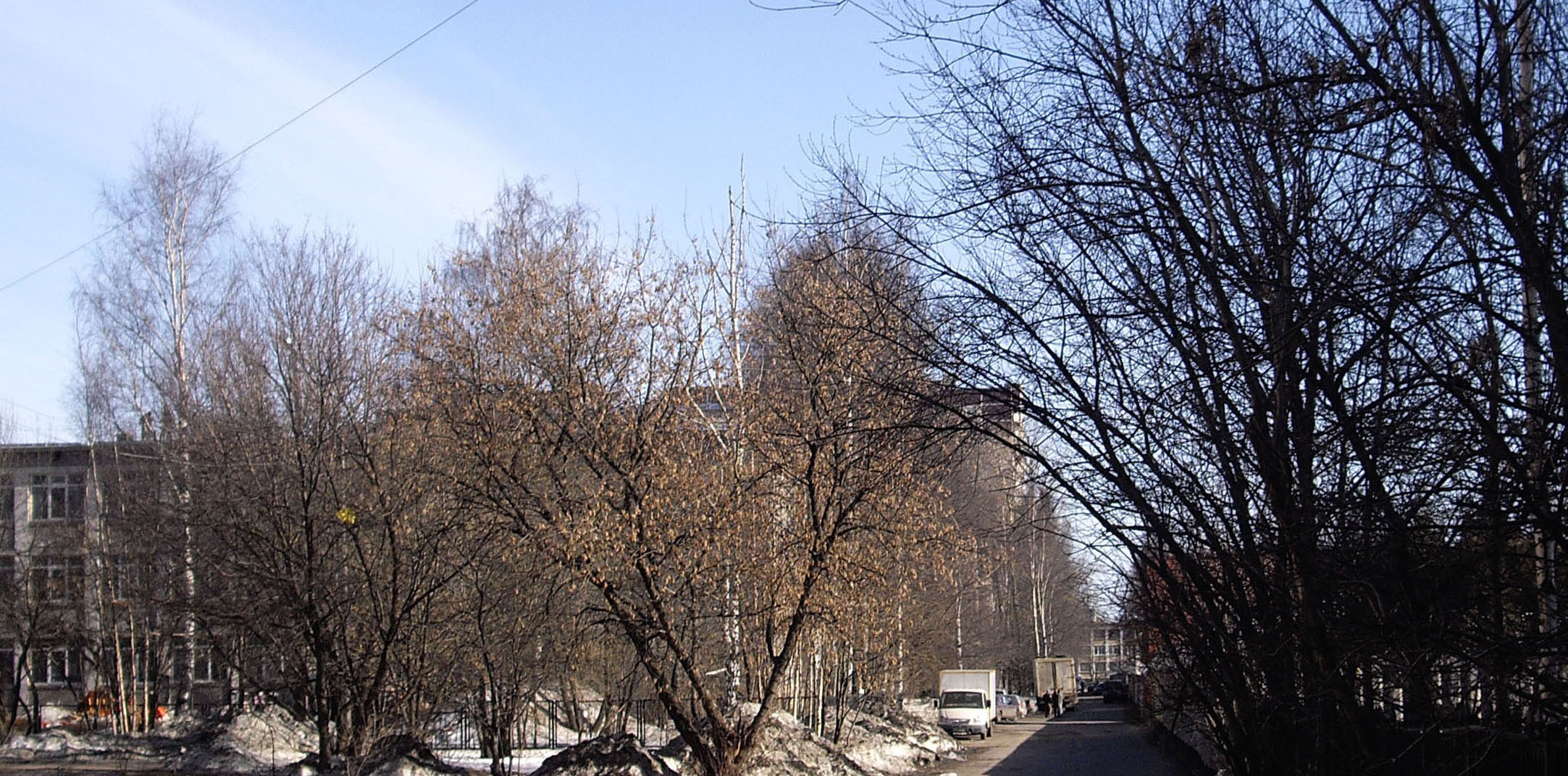
Via Murinskij
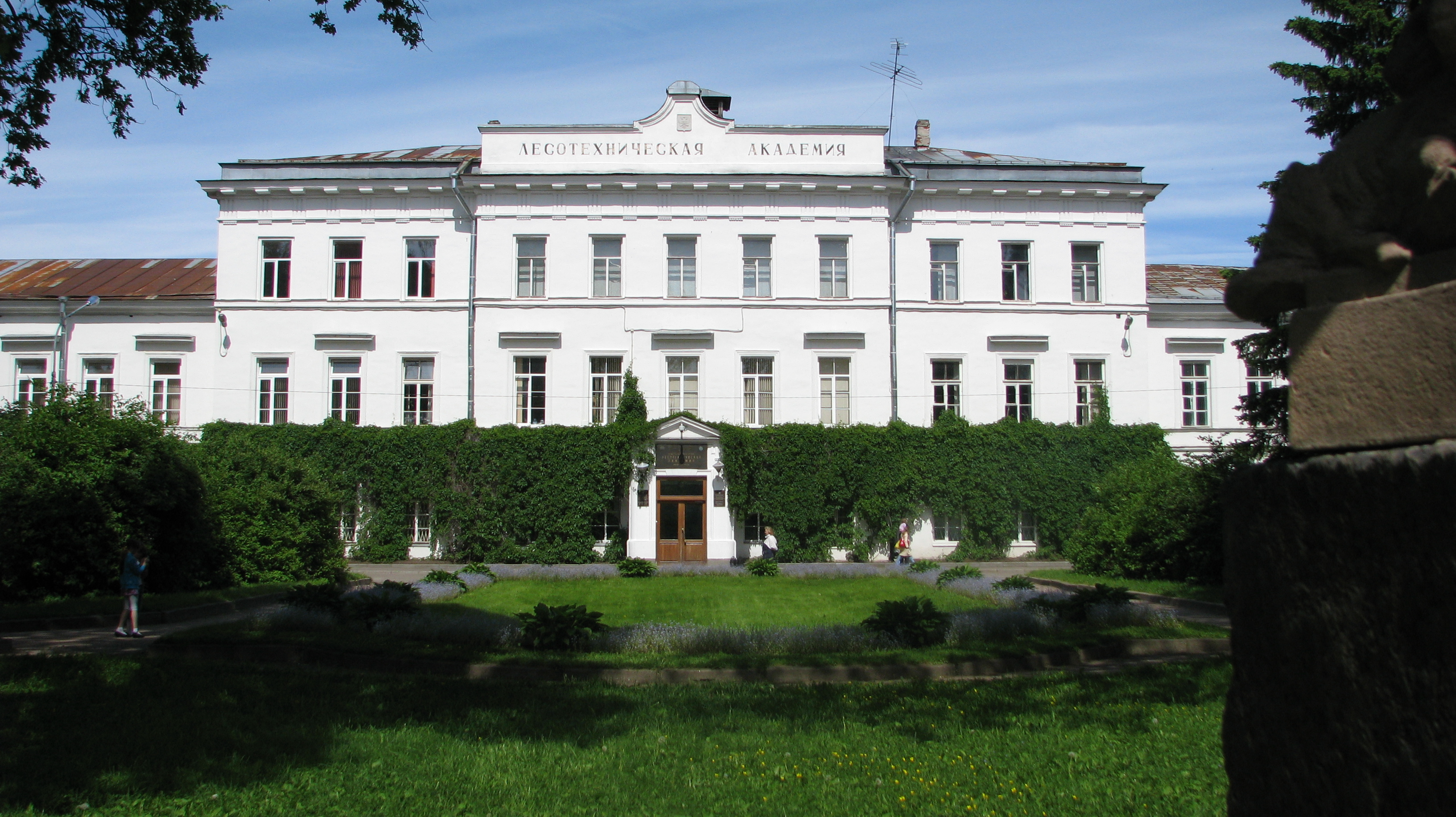
L'Istituto Forestale
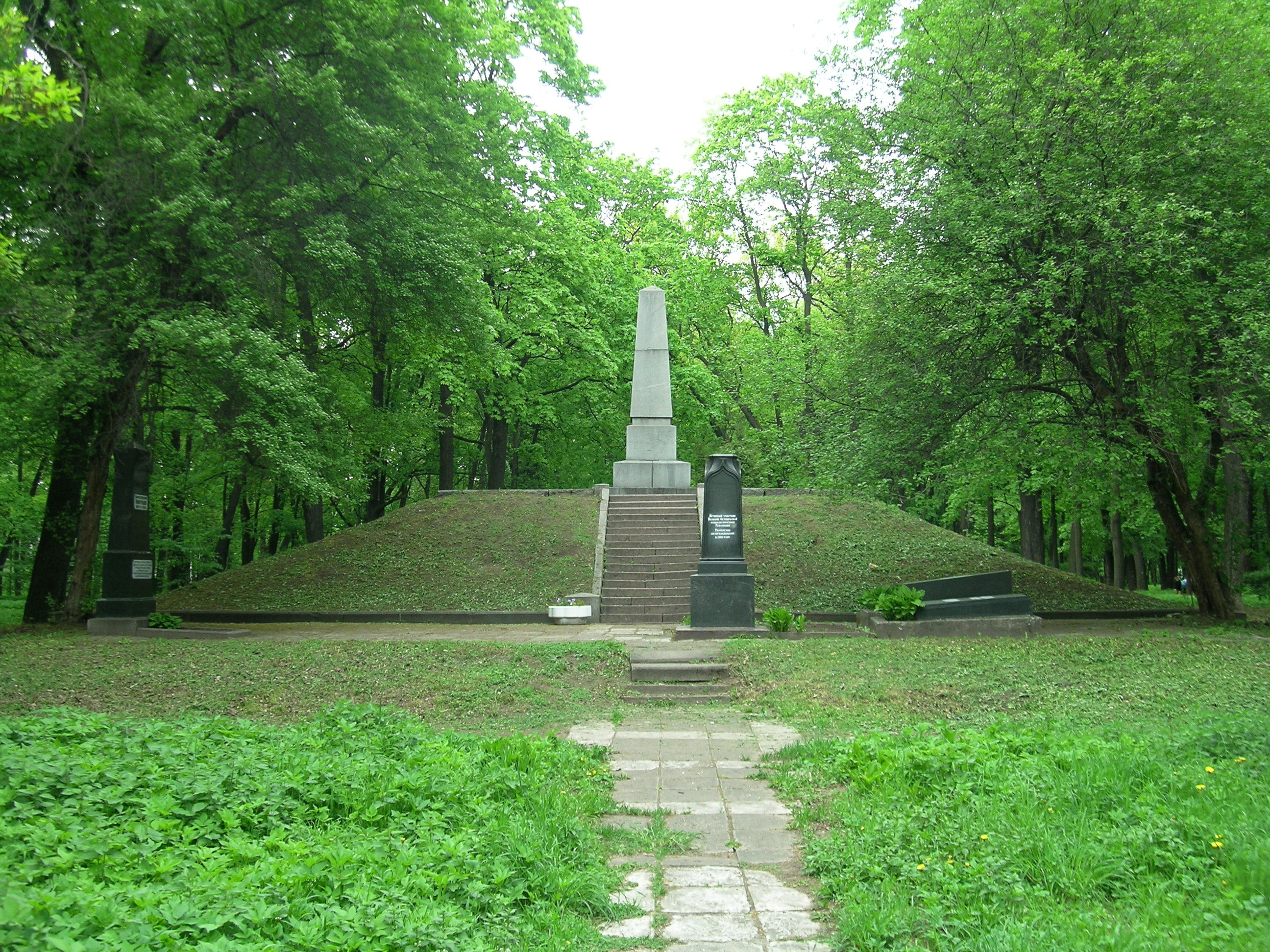
Il parco dell'Istituto
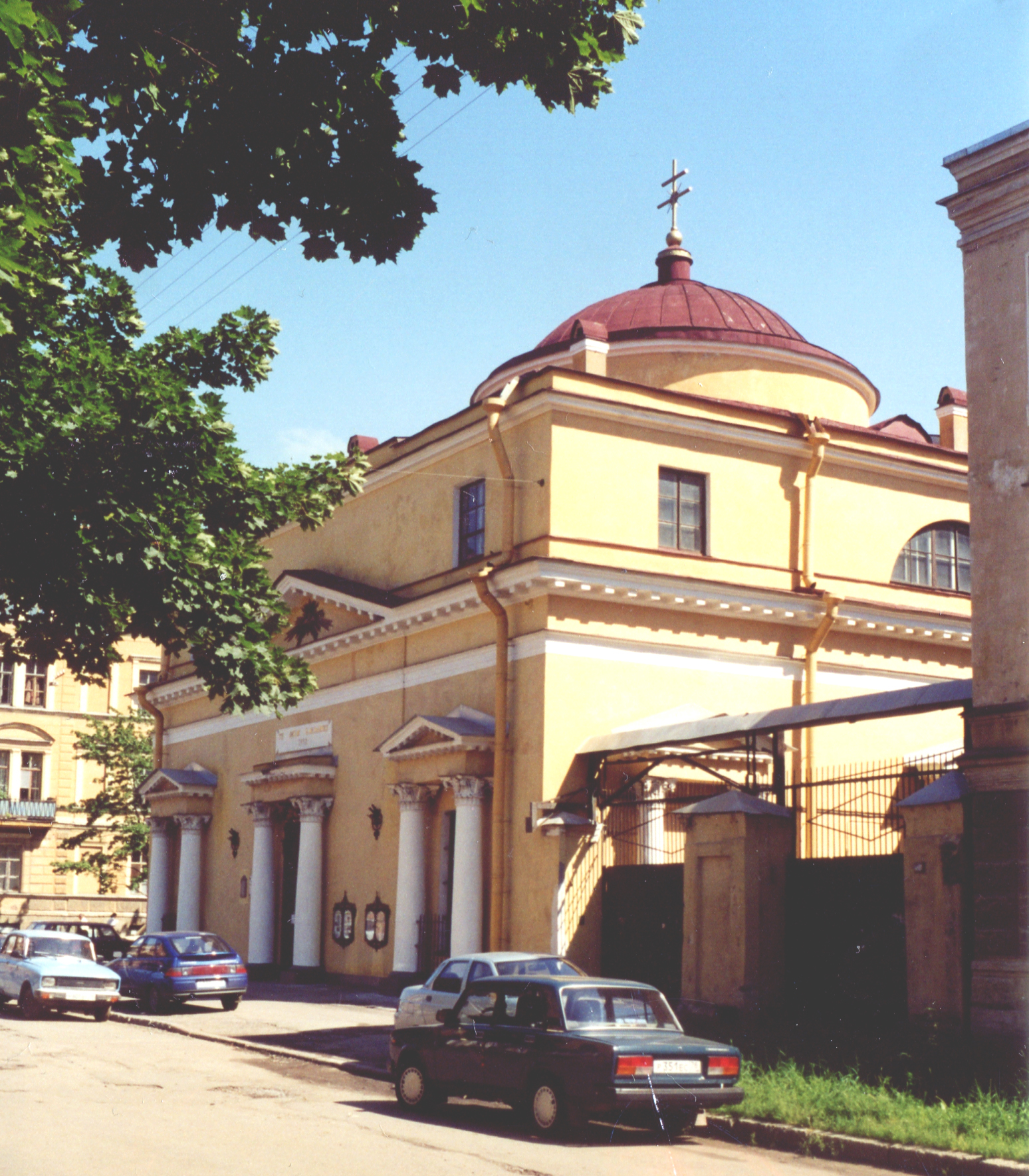
Via Torgovoj
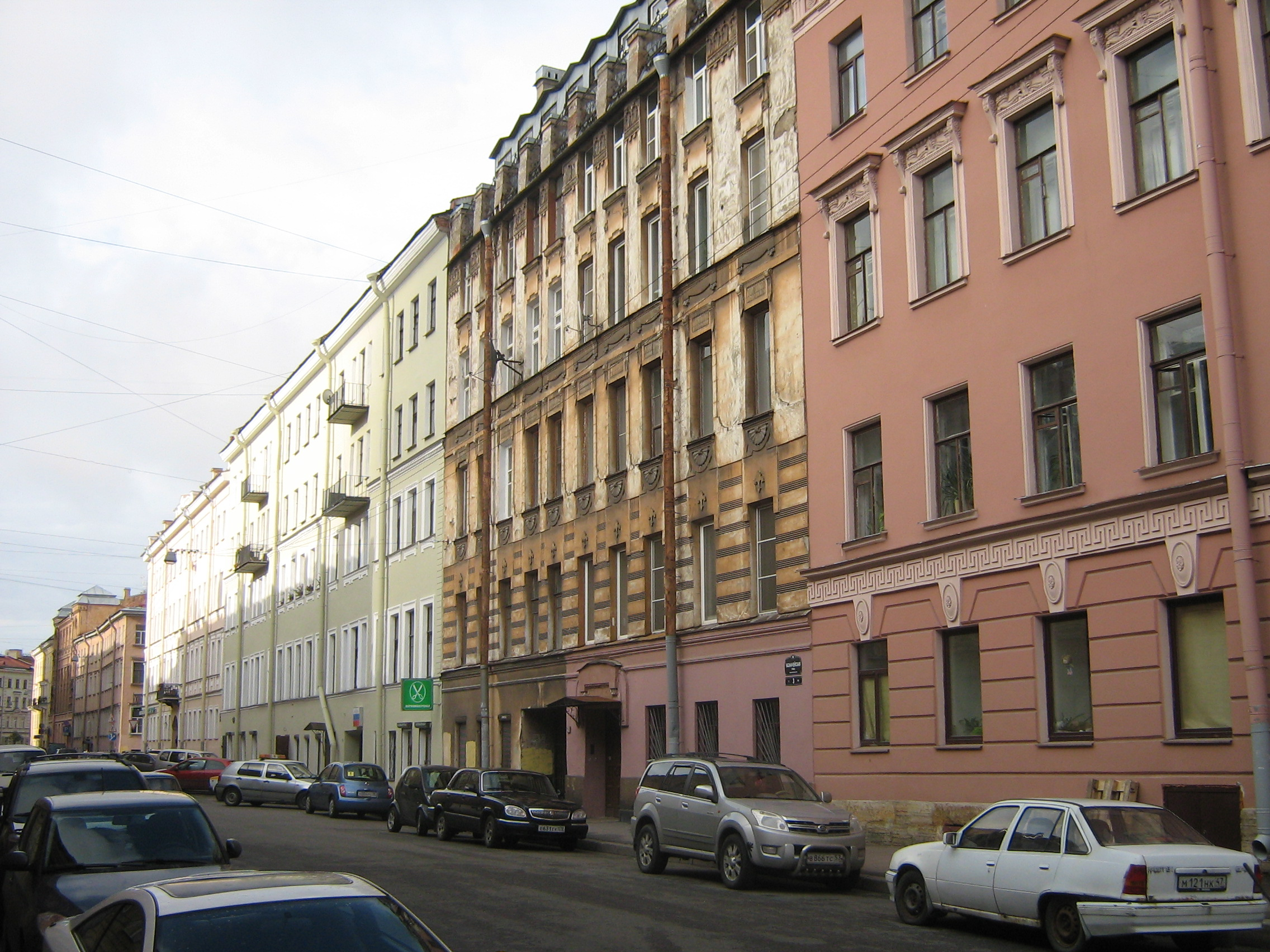
Malaja Meščanskaja
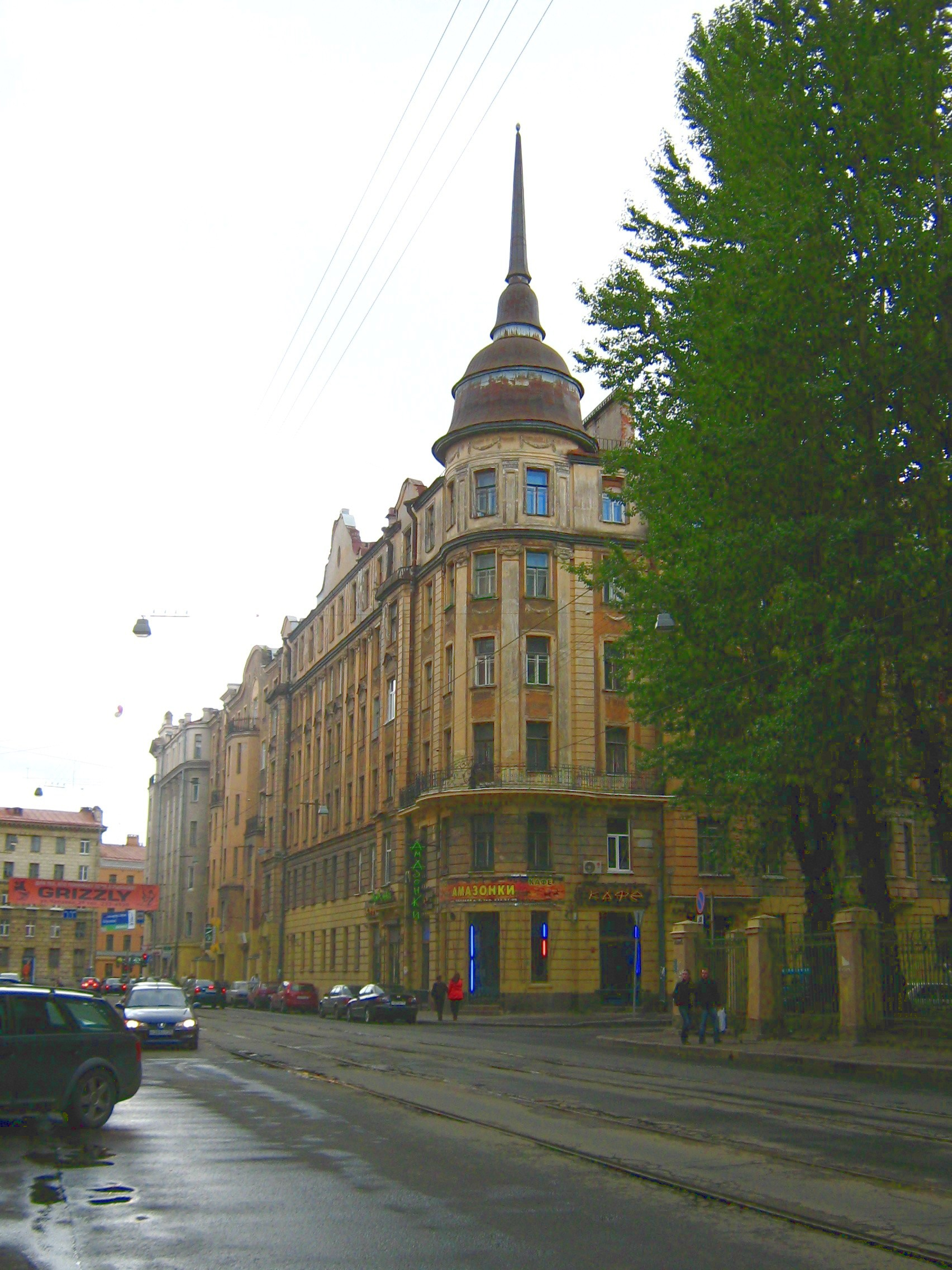
Via Bol'šaja Vul'fova
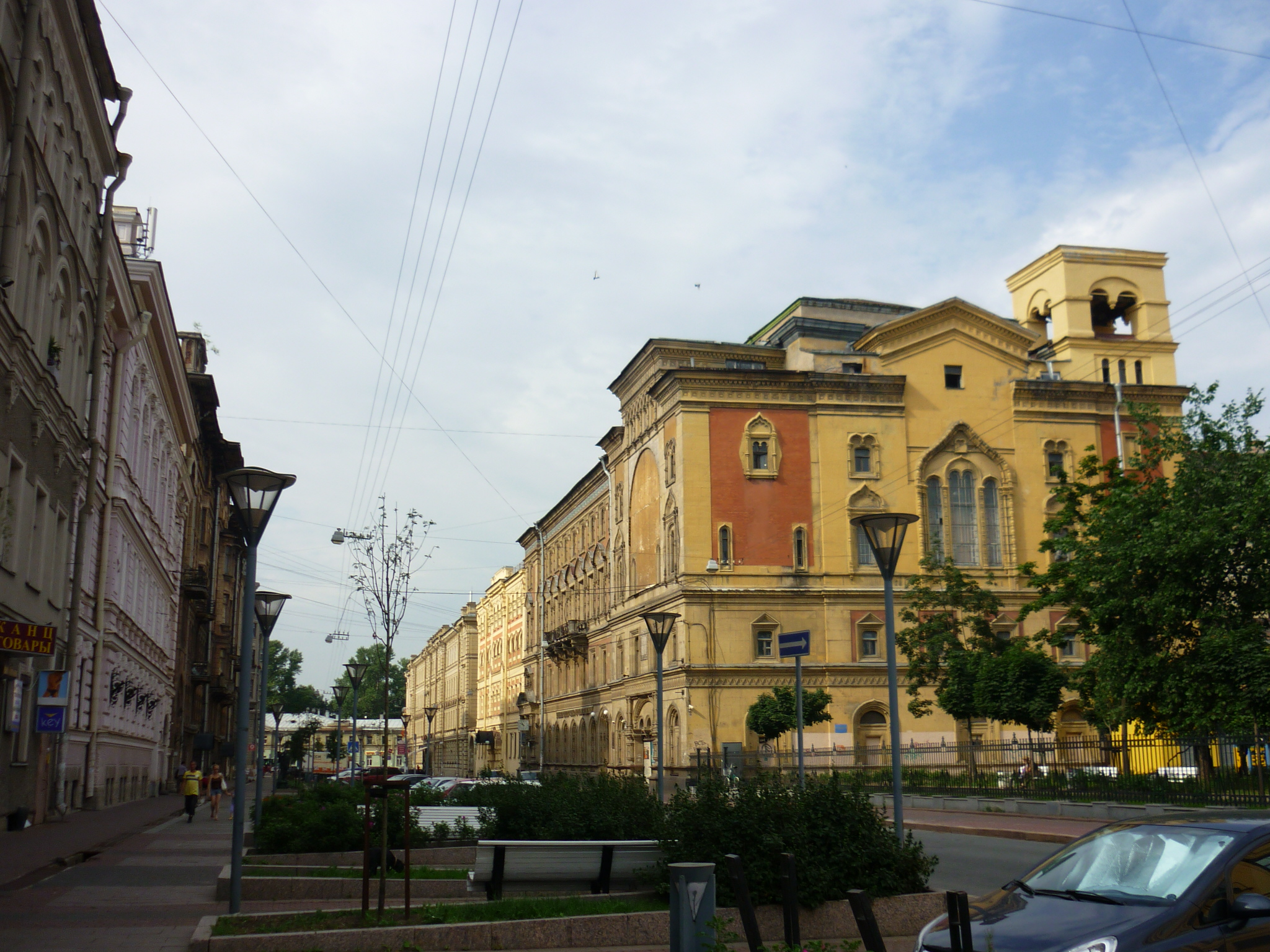
Via Kabinetskaja
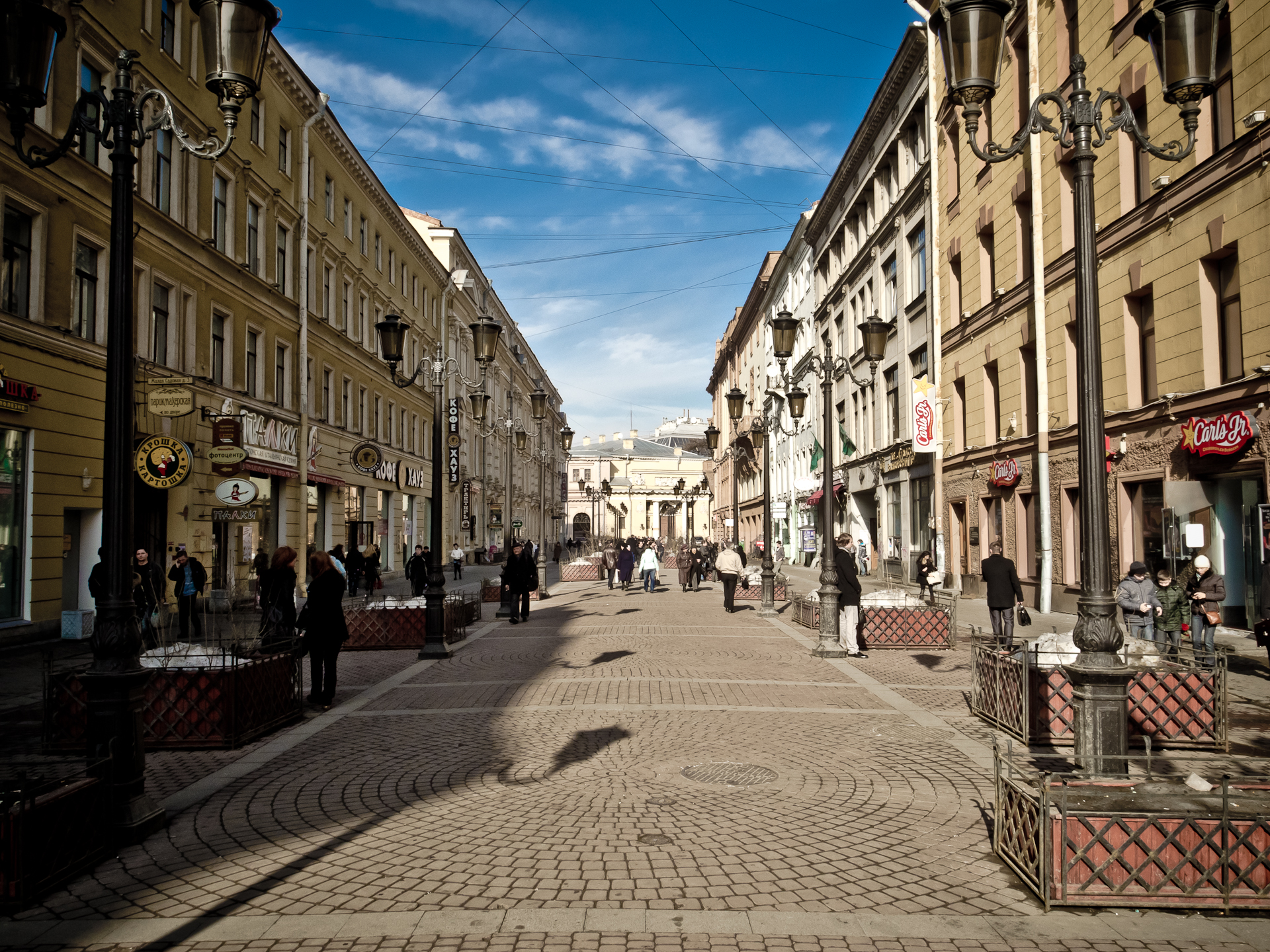
Via Malaja Sadovaja
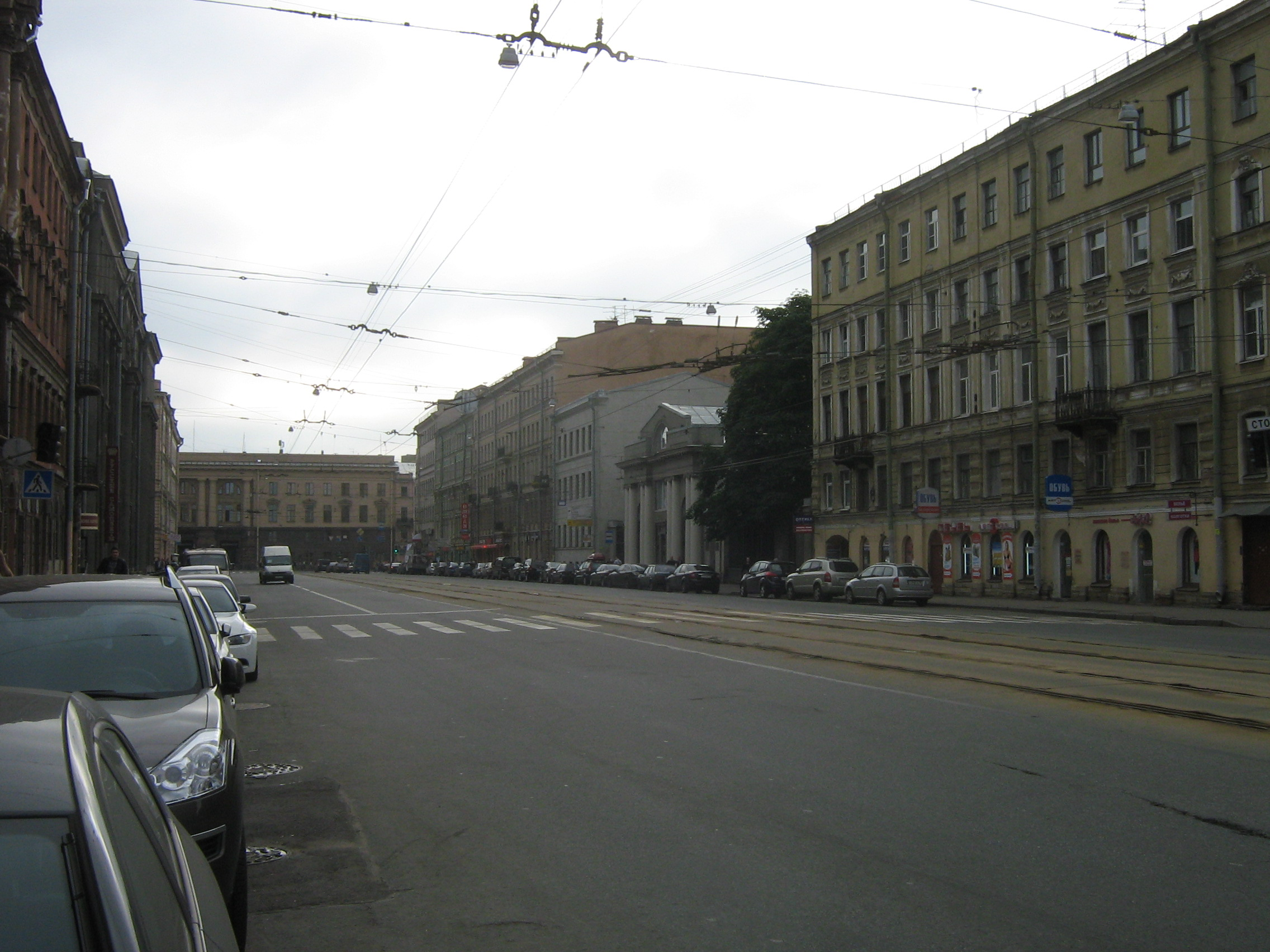
Via Prima Izmajlovskij
Canale Caterina
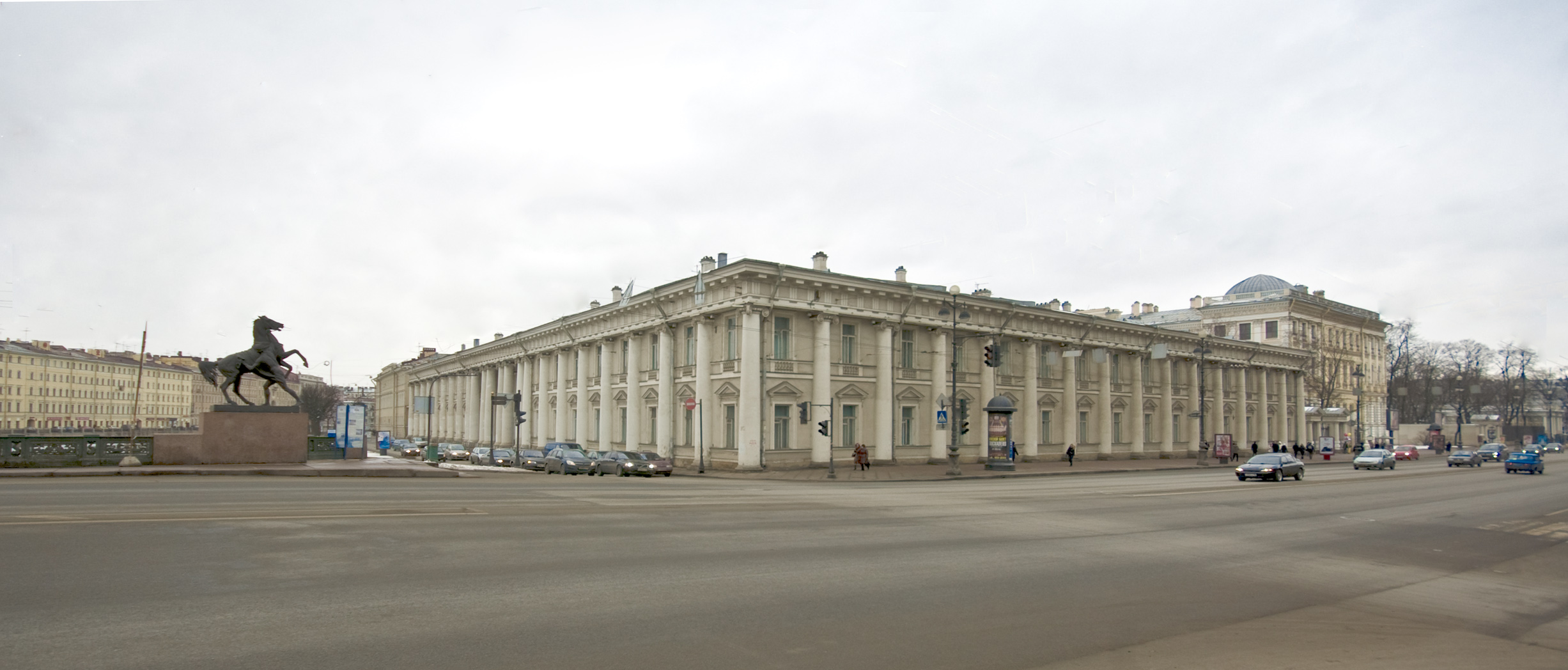
Nevskij Prospekt
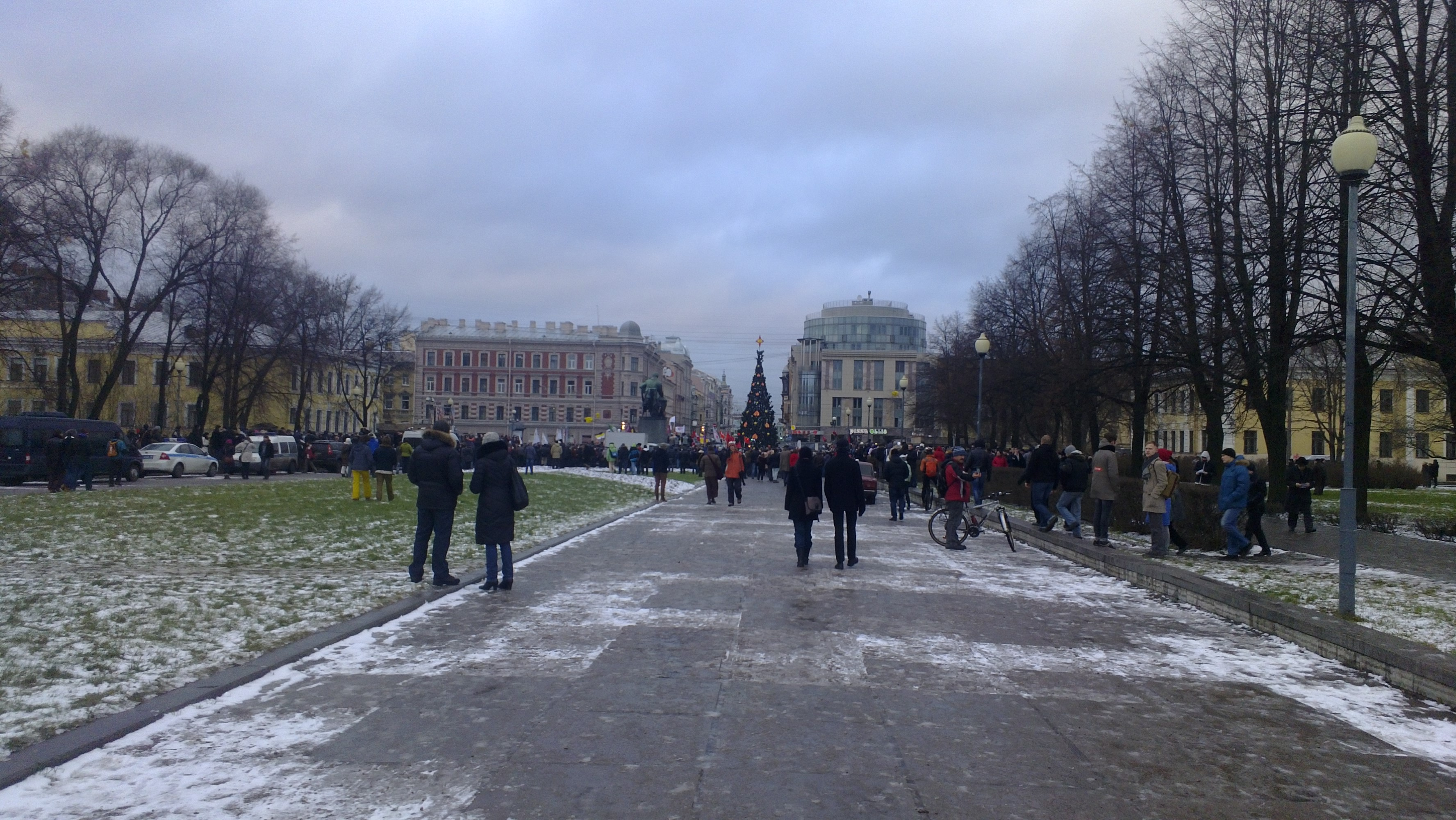
Piazza Semënovskij